# A Ferencvárosi TC 2018–2019-es szezonja
Ez a szócikk a Ferencvárosi TC 2018–2019-es szezonjáról szól, amely sorozatban a kilencedik, összességében pedig a 115. idénye a csapatnak a magyar első osztályban. A szezon 2018. július 12-én kezdődött, és 2019. május 19-én ér majd véget. A klub fennállásának ekkor volt a 120. évfordulója.Az előző szezon ezüstérmeseként jogot szerzett az Európa-liga selejtezőkörében való indulásra.
Az európa-liga első selejtező mérkőzésén, 2018. július 12-én,  a Groupama Arénában az izraeli Makkabi Tel-Aviv csapatát fogadta (1–1).
Az európa-liga első selejtező visszavágó mérkőzésén, 2018. július 19-én,  a Netánjaban az izraeli Makkabi Tel-Aviv csapata ellen lépett pályára (1–0). Ezzel pedig nem sikerült nyernie és tovább jutnia a nemzetközi kupában.

## Mezek
| Hazai | Vendég |

## Jelenlegi keret
A teljes keret 2019. február 15-i szerint
- A félkövérrel írt játékosok rendelkeznek felnőtt válogatottsággal.

| Mezszám       | Név                 | Nemzet  | Posztok | Szül. év (kor)                |         |         |         |         |         |
| Kapusok       | Kapusok             | Kapusok | Kapusok | Kapusok                       | Kapusok | Kapusok | Kapusok | Kapusok | Kapusok |
| ------------- | ------------------- | ------- | ------- | ----------------------------- | ------- | ------- | ------- | ------- | ------- |
| 31            | Holczer Ádám        | HUN     | K       | 1988. március 28. (36 éves)   |         |         |         |         |         |
| 42            | Varga Ádám          | HUN     | K       | 1999. február 12. (26 éves)   |         |         |         |         |         |
| 90            | Dibusz Dénes        | HUN     | K       | 1990. november 16. (34 éves)  |         |         |         |         |         |
| Védők         |                     |         |         |                               |         |         |         |         |         |
| 3             | Takács Zsombor      | HUN     | V       | 1999. február 22. (26 éves)   |         |         |         |         |         |
| 5             | Abraham Frimpong    | GHA     | V       | 1993. április 6. (31 éves)    |         |         |         |         |         |
| 16            | Leandro de Almeida  | HUN     | V       | 1982. március 19. (43 éves)   |         |         |         |         |         |
| 21            | Botka Endre         | HUN     | V       | 1994. augusztus 25. (30 éves) |         |         |         |         |         |
| 22            | Otigba Kenneth      | HUN     | V       | 1992. augusztus 29. (32 éves) |         |         |         |         |         |
| 25            | Miha Blažič         | SLO     | V       | 1993. május 5. (31 éves)      |         |         |         |         |         |
| 26            | Marcel Heister      | GER     | V       | 1992. július 27. (32 éves)    |         |         |         |         |         |
| 33            | Lasa Dvali          | GEO     | V       | 1995. május 14. (29 éves)     |         |         |         |         |         |
| Középpályások |                     |         |         |                               |         |         |         |         |         |
| 4             | Sztefan Szpirovszki | MKD     | KP      | 1990. augusztus 23. (34 éves) |         |         |         |         |         |
| 14            | Ihor Haratyin       | UKR     | KP      | 1995. február 2. (30 éves)    |         |         |         |         |         |
| 18            | Sigér Dávid         | HUN     | KP      | 1990. november 30. (34 éves)  |         |         |         |         |         |
| 19            | Julian Koch         | GER     | KP      | 1990. november 11. (34 éves)  |         |         |         |         |         |
| 23            | Bőle Lukács         | HUN     | KP      | 1990. március 27. (34 éves)   |         |         |         |         |         |
| 27            | Fernando Gorriarán  | URU     | KP      | 1994. november 27. (30 éves)  |         |         |         |         |         |
| 29            | Marten Wilmots      | BEL     | KP      | 1999. január 29. (26 éves)    |         |         |         |         |         |
| 34            | Ivan Petrjak        | UKR     | KP      | 1994. március 13. (31 éves)   |         |         |         |         |         |
| 51            | Csonka András       | HUN     | KP      | 2000. május 1. (24 éves)      |         |         |         |         |         |
| Csatárok      |                     |         |         |                               |         |         |         |         |         |
| 8             | Lovrencsics Gergő   | HUN     | CS      | 1988. szeptember 1. (36 éves) |         |         |         |         |         |
| 10            | Davide Lanzafame    | ITA     | CS      | 1987. február 9. (38 éves)    |         |         |         |         |         |
| 13            | Böde Dániel         | HUN     | CS      | 1986. október 24. (38 éves)   |         |         |         |         |         |
| 20            | Mikalaj Szihnevics  | BLR     | CS      | 1992. február 20. (33 éves)   |         |         |         |         |         |
| 77            | Szerető Krisztofer  | HUN     | CS      | 2000. január 10. (25 éves)    |         |         |         |         |         |
| 93            | Tokmac Nguen        | NOR     | CS      | 1993. október 20. (31 éves)   |         |         |         |         |         |
| 97            | Varga Roland        | HUN     | CS      | 1990. január 23. (35 éves)    |         |         |         |         |         |
| 88            | Isael Barbosa       | BRA     | CS      | 1988. május 13. (36 éves)     |         |         |         |         |         |

### Kölcsönadott játékosok
| Név               | Nemzet | Posztok | Szül. év (kor)                 | Kölcsönadva          |       |       |       |       |       |
| Védők             | Védők  | Védők   | Védők                          | Védők                | Védők | Védők | Védők | Védők | Védők |
| ----------------- | ------ | ------- | ------------------------------ | -------------------- | ----- | ----- | ----- | ----- | ----- |
| Silye Erik        | HUN    | V       | 1996. június 12. (28 éves)     | Soroksár SC          |       |       |       |       |       |
| Valencsik Dávid   | HUN    | V       | 1996. február 26. (29 éves)    | Soroksár SC          |       |       |       |       |       |
| Középpályások     |        |         |                                |                      |       |       |       |       |       |
| Rui Pedro         | POR    | KP      | 1988. július 2. (36 éves)      | Szombathelyi Haladás |       |       |       |       |       |
| Csernik Kornél    | HUN    | KP      | 1998. július 2. (26 éves)      | Soroksár SC          |       |       |       |       |       |
| Csatárok          |        |         |                                |                      |       |       |       |       |       |
| Lakatos István    | HUN    | CS      | 1999. április 4. (25 éves)     | Soroksár SC          |       |       |       |       |       |
| Kundrák Norbert   | HUN    | CS      | 1999. május 18. (25 éves)      | Soroksár SC          |       |       |       |       |       |
| Priskin Tamás     | HUN    | CS      | 1986. szeptember 27. (38 éves) | Szombathelyi Haladás |       |       |       |       |       |
| Dejan Georgijević | SER    | CS      | 1994. január 19. (31 éves)     | FK Partizan          |       |       |       |       |       |

## Szakmai stáb, vezetőség
2019. március 4-én lett frissítve.
| Elnök                     | Kubatov Gábor            |
| Alelnök                   | Nyíri Zoltán             |
| Gazdasági főigazgató      | Szalai Miklós            |
| Felügyelő bizottság Elnök | Kassai György            |
| Vezetőedző                | Szerhij Rebrov           |
| Másodedző                 | Alberto Bosch            |
| Másodedző                 | Unai Melgosa Zorrilla    |
| Másodedző                 | Máté Csaba               |
| Technikai vezető          | Haáz Ferenc              |
| Technikai edző            | Gera Zoltán              |
| Technikai edző            | Jeferson Alex dos Santos |
| Kapusedző                 | Balogh Tamás             |
| Erőnléti edző             | Bali Péter               |
| Erőnléti asszisztens      | Kovács Bence             |
| Csapatorvos               | Dr. Pánics Gergely       |
| Csapatorvos               | Dr. Reha Gábor           |
| Fizioterapeuta            | Peter Friar              |
| Fizioterapeuta            | Nagy Richárd             |
| Masszőr                   | Lipcsei Gábor            |
| Masszőr                   | Demény László            |
| Masszőr                   | Makkai Ádám              |
| Sportpszichiáter          | Dr. Kárpáti Róbert       |
| Csapatmenedzser           | Kökény Antal             |
| Mérkőzés- és videóelemző  | Balogh Ákos              |
| Szertáros / Masszőr       | Czakó Péter              |

## Átigazolások

### Érkezők
2018. évi nyári átigazolási időszak, 
 2019. évi téli átigazolási időszak
| Mezszám | Poszt                | Nemzet     | Kor | Név                 | EU | Honnan                                       | Szerződés megnevezése | Átigazolási időszak                 | Szerződés vége | Átigazolás összege | Forrás        |
| ------- | -------------------- | ---------- | --- | ------------------- | -- | -------------------------------------------- | --------------------- | ----------------------------------- | -------------- | ------------------ | ------------- |
| 5       | hátvéd               | ghánai     | 25  | Abraham Frimpong    |    | Crvena Zvezda                                | átigazolás            | 2018. évi nyári átigazolási időszak |                | 500 ezer Euró      | [ 4 ]         |
| 18      | középpályás          | magyar     | 27  | Sigér Dávid         |    | Balmazújváros                                | átigazolás            | 2018. évi nyári átigazolási időszak |                | N/A                | [ 5 ]         |
| 15      | középpályás          | argentin   | 25  | Matías Rodríguez    |    | Chacarita Juniors                            | átigazolás            | 2018. évi nyári átigazolási időszak |                | 750 ezer dollár    | [ 6 ]         |
| 7       | csatár               | izlandi    | 31  | Kjartan Finnbogason |    | AC Horsens                                   | átigazolás            | 2018. évi nyári átigazolási időszak |                | ingyen             | [ 7 ]         |
| 10      | csatár               | olasz      | 31  | Davide Lanzafame    |    | Budapest Honvéd                              | átigazolás            | 2018. évi nyári átigazolási időszak |                | N/A                | [ 7 ]         |
| 26      | középpályás          | német      | 25  | Marcel Heister      |    | Bétár Jerusálajim                            | átigazolás            | 2018. évi nyári átigazolási időszak |                | N/A                | [ 8 ]         |
| 34      | középpályás          | ukrán      | 24  | Ivan Petrjak        |    | Sahtar Doneck                                | átigazolás            | 2018. évi nyári átigazolási időszak |                | N/A                | [ 9 ]         |
| 33      | hátvéd               | grúz       | 23  | Lasa Dvali          |    | Pogoń Szczecin                               | átigazolás            | 2019. évi téli átigazolási időszak  |                | N/A                | [ 10 ]        |
| 14      | védekező középpályás | ukrán      | 24  | Ihor Ihorovics      |    | Zorja Luhanszk                               | átigazolás            | 2019. évi téli átigazolási időszak  |                | 600 ezer Euró      | [ 11 ] [ 12 ] |
| 88      | középpályás          | brazil     | 30  | Isael               |    | Kajrat Almati                                | átigazolás            | 2019. évi téli átigazolási időszak  |                | N/A                | [ 13 ]        |
| 93      | középpályás          | norvég     | 25  | Tokmac Nguen        |    | Mjøndalen                                    | átigazolás            | 2019. évi téli átigazolási időszak  |                | N/A                | [ 14 ]        |
| 20      | csatár               | fehérorosz | 27  | Mikalaj Szihnevics  |    | lejárt a szerződése, szabadon igazolhatóként | átigazolás            | 2019. évi téli átigazolási időszak  |                | ingyen             | [ 15 ]        |
| 29      | középpályás          | belga      | 20  | Marten Wilmots      |    | Szabadúszóként                               | szabadon              | 2019. évi téli átigazolási időszak  |                | N/A                | [ 16 ]        |

Összes kiadás:  €

### Utánpótlásból felkerültek
2018. évi nyári átigazolási időszak, 
 2019. évi téli átigazolási időszak
| Mezszám | Poszt       | Nemzet | Kor | Név           | EU | Honnan     | Szerződés megnevezése | Átigazolási időszak                 | Szerződés vége | Átigazolás összege | Forrás |
| ------- | ----------- | ------ | --- | ------------- | -- | ---------- | --------------------- | ----------------------------------- | -------------- | ------------------ | ------ |
|         | középpályás | magyar | 17  | Papp Marcell  |    | Utánpótlás | Első profi szerződése | 2018. évi nyári átigazolási időszak |                | N/A                | [ 17 ] |
|         | középpályás | magyar | 16  | Bene Marcell  |    | Utánpótlás | Első profi szerződése | 2018. évi nyári átigazolási időszak |                | N/A                |        |
|         | hátvéd      | magyar | 17  | Orosz Marcell |    | Utánpótlás | Első profi szerződése | 2018. évi nyári átigazolási időszak |                | N/A                |        |
|         | csatár      | magyar | 16  | Burzi Alex    |    | Utánpótlás | Első profi szerződése | 2018. évi nyári átigazolási időszak |                | N/A                |        |

Összes kiadás:  €

### Távozók
| Mezszám | Dátum             | Poszt              | Nemzet   | Név                 | Kor | Hová                 | Ár                | jegyzet |
| ------- | ----------------- | ------------------ | -------- | ------------------- | --- | -------------------- | ----------------- | ------- |
| 37      | 2018. május 30.   | hátvéd             | német    | Janek Sternberg     | 25  | Kaiserslautern       | ingyen            | [ 18 ]  |
|         | 2018. június 22.  | hátvéd             | magyar   | Silye Erik          | 22  | Mezőkövesd           | Kölcsönbe         | [ 19 ]  |
| 29      | 2018. június 26.  | csatár             | magyar   | Priskin Tamás       | 31  | Haladás              | Kölcsönbe         | [ 20 ]  |
| 20      | 2018. június 28.  | középpályás/csatár | magyar   | Gera Zoltán         | 39  | –                    | Visszavonult      | [ 21 ]  |
| 28      | 2018. július 2.   | középpályás        | ghánai   | Joseph Paintsil     | 20  | Genk                 |                   | [ 22 ]  |
| 7       | 2018. július 2.   | középpályás        | magyar   | Batik Bence         | 24  | Budapest Honvéd      |                   | [ 23 ]  |
| 15      | 2018. július 6.   | középpályás        | magyar   | Hajnal Tamás        | 37  | –                    | Visszavonult      | [ 24 ]  |
| 14      | 2018. július 6.   | középpályás        | magyar   | Nagy Dominik        | 23  | Legia Warszawa       | Kölcsönből vissza | –       |
| 5       | 2018. július 6.   | hátvéd             | brazil   | Marquinhos Pedroso  | 24  | Dallas               | átigazolás        | [ 25 ]  |
| 7       | 2019. január 11.  | csatár             | finn     | Kjartan Finnbogason | 32  | Vejle BK             | átigazolás        | [ 26 ]  |
| 91      | 2019. január 31.  | csatár             | magyar   | Lovrencsics Balázs  | 27  | Győri ETO            | átigazolás        | [ 27 ]  |
| 40      | 2019. február 13. | támadó középpályás | nigeri   | Amadou Moutari      | 25  | Mezőkövesd           | átigazolás        | [ 28 ]  |
|         | 2019. február 8.  | középpályás        | magyar   | Csernik Kornél      | 20  | Soroksár             | kölcsönbe         | [ 29 ]  |
| 15      | 2019. január 15.  | középpályás        | argentin | Matías Rodríguez    | 25  | Universidad Católica | átigazolás        | [ 30 ]  |
| 11      | 2019. január 21.  | csatár             | szerb    | Dejan Georgijević   | 25  | Partizan             | kölcsönbe         | [ 31 ]  |
| 30      | 2019. január 18.  | csatár             | portugál | Rui Pedro           | 30  | Szombathelyi Haladás | kölcsönbe         | [ 32 ]  |

Összes bevétel:  €

nettó bevétel:  €

## Statisztikák
Utolsó elszámolt mérkőzés: 2019. április 20.

### Kiírások
Dőlttel a jelenleg még le nem zárult kiírásokat illetve az azokban elért helyezést jelöltük.
| Kiírás        | Statisztikák | Statisztikák | Statisztikák | Statisztikák | Statisztikák | Statisztikák | Kezdő forduló/ helyezés  | Végső forduló/ helyezés  | Mérkőzések dátumai | Mérkőzések dátumai | Mérkőzések dátumai |
| Kiírás        | M            | GY           | D            | V            | LG–KG        | GK           | Kezdő forduló/ helyezés  | Végső forduló/ helyezés  | Első               | Utolsó             | Következő          |
| ------------- | ------------ | ------------ | ------------ | ------------ | ------------ | ------------ | ------------------------ | ------------------------ | ------------------ | ------------------ | ------------------ |
| OTP Bank Liga | 29           | 021          | 04           | 04           | 65–21        | +44          | 2.                       | 1.                       | 2018. 07. 22.      | 2019. 05. 19.      | 2019. 04. 27.      |
| Magyar kupa   | 05           | 04           | 01           | 0            | 013–01       | 0+12         | 6. forduló (legjobb 128) | 10. forduló (legjobb 16) | 2018. 09. 22.      | 2019. 04. 03.      | —                  |
| Európa-liga   | 02           | 0            | 01           | 01           | 01–02        | 0–1          | 1. selejtezőkör          | 1. selejtezőkör          | 2018. 07. 12.      | 2018. 07. 19.      | —                  |
| Összesen      | 36           | 25           | 07           | 05           | 79–24        | +55          | —                        | —                        |                    |                    |                    |

### Helyezések fordulónként
| Forduló  | 1  | 2  | 3  | 4  | 5  | 6  | 7  | 8  | 9  | 10 | 11 | 12 | 13 | 14 | 15 | 16 | 17 | 18 | 19 | 20 | 21 | 22 | 23 | 24 | 25 | 26 | 27 | 28 | 29 | 30 | 31 | 32 | 33 |
| Helyszín | O  | I  | O  | I  | O  | O  | I  | O  | I  | O  | I  | I  | O  | I  | O  | I  | I  | O  | I  | O  | I  | O  | O  | I  | O  | I  | O  | I  | O  | I  | O  | O  | I  |
| -------- | -- | -- | -- | -- | -- | -- | -- | -- | -- | -- | -- | -- | -- | -- | -- | -- | -- | -- | -- | -- | -- | -- | -- | -- | -- | -- | -- | -- | -- | -- | -- | -- | -- |
| Eredmény | GY | GY | GY | GY | D  | GY | D  | GY | GY | D  | V  | GY | D  | V  | GY | GY | GY | V  | GY | D  | V  | GY | GY | GY | GY | GY | GY | GY | GY |    |    |    |    |
| Helyezés | 2. | 1. | 1. | 1. | 1. | 1. | 1. | 1. | 1. | 1. | 1. | 1. | 1. | 1. | 1. | 1. | 1. | 1. | 1. | 1. | 1. | 1. | 1. | 1. | 1. | 1. | 1. | 1. | 1. |    |    |    |    |

Helyszín: O = Otthon; I = Idegenben. Eredmény: GY = Győzelem; D = Döntetlen; V = Vereség.
A csapat helyezései fordulónként, idővonalon ábrázolva.

### Góllövőlista
2019. április 20-án lett frissítve
| #                              | Poszt    | Nemzet           | Név            | Bajnokság | Európa-liga | Magyar kupa | Összesen |
| ------------------------------ | -------- | ---------------- | -------------- | --------- | ----------- | ----------- | -------- |
| 10                             | CS       | Olaszország      | Lanzafame      | 14        | 0           | 1           | 15       |
| 97                             | CS       | Magyarország     | Varga R.       | 10        | 0           | 0           | 10       |
| 13                             | CS       | Magyarország     | Böde D.        | 7         | 0           | 2           | 9        |
| 34                             | KP       | Ukrajna          | Petrjak        | 6         | 0           | 0           | 6        |
| 20                             | CS       | Fehéroroszország | Szihnevics     | 4         | 0           | 0           | 4        |
| 27                             | CS       | Uruguay          | Gorriarán      | 2         | 0           | 2           | 4        |
| 23                             | KP       | Magyarország     | Bőle           | 3         | 0           | 0           | 3        |
| 93                             | KP       | Norvégia         | Nguen          | 3         | 0           | 0           | 3        |
| 25                             | V        | Szlovénia        | Blažič         | 2         | 0           | 0           | 2        |
| 8                              | CS       | Magyarország     | Lovrencsics G. | 2         | 0           | 0           | 2        |
| 18                             | KP       | Magyarország     | Sigér          | 2         | 0           | 0           | 2        |
| 4                              | KP       | Észak-Macedónia  | Szpirovszki    | 1         | 1           | 0           | 2        |
| 16                             | V        | Magyarország     | Leo            | 1         | 0           | 1           | 2        |
| 33                             | V        | Grúzia           | Dvali          | 2         | 0           | 0           | 2        |
| 5                              | V        | Ghána            | Frimpong       | 1         | 0           | 0           | 1        |
| 26                             | V        | Németország      | Heister        | 1         | 0           | 0           | 1        |
| 14                             | KP       | Ukrajna          | Haratyin       | 1         | 0           | 0           | 1        |
| Már nem tagja az idei keretnek |          |                  |                |           |             |             |          |
| 7                              | CS       | Izland           | Finnbogason    | 0         | 0           | 6           | 6        |
| 91                             | CS       | Magyarország     | Lovrencsics B. | 0         | 0           | 1           | 1        |
| 11                             | CS       | Szerbia          | Georgijević    | 0         | 0           | 1           | 1        |
| Öngólok                        | Öngólok  | Öngólok          | Öngólok        | 2         | 0           | 0           | 2        |
| Összesen                       | Összesen | Összesen         | Összesen       | 65        | 1           | 14          | 80       |

### Egy mérkőzésen kettő vagy több gólt szerző játékosok
A végeredmény a Ferencváros szemszögéből értendő.
| Játékos             | Dátum         | Forduló                | Ellenfél     | Végeredmény | A játékos góljainak száma |
| ------------------- | ------------- | ---------------------- | ------------ | ----------- | ------------------------- |
| Varga Roland        | 2018. 07. 22. | Bajnokság 1. forduló   | Diósgyőr (o) | 4–1         | 2                         |
| Ivan Petrjak        | 2018. 07. 29. | Bajnokság 2. forduló   | MTK (i)      | 4–1         | 2                         |
| Davide Lanzafame    | 2018. 08. 04. | Bajnokság 3. forduló   | Haladás (o)  | 3–1         | 2                         |
| Böde Dániel         | 2018. 10. 27. | Bajnokság 12. forduló  | Diósgyőr (i) | 4–1         | 3                         |
| Kjartan Finnbogason | 2018. 10. 31. | Magyar kupa 7. forduló | Sárvár (i)   | 4–0         | 3                         |

Jelmagyarázat: Helyszín: (o) = otthon (hazai pályán); (i) = idegenben; : büntetőgól

### Lapok
2019. április 20-án lett frissítve.
| 90                             | Magyarország     | Dibusz Dénes        | kapus                | 1  | 0 | 0 | 0 | 0 | 0 | 0  | 0 | 1 | 1  | 0 | 1 |
| 3                              | Magyarország     | Takács Zsombor      | hátvéd               | 0  | 0 | 0 | 0 | 0 | 0 | 0  | 0 | 0 | 0  | 0 | 0 |
| 4                              | Észak-Macedónia  | Sztefan Szpirovszki | védekező középpályás | 4  | 0 | 0 | 1 | 0 | 0 | 0  | 0 | 0 | 5  | 0 | 0 |
| 5                              | Ghána            | Abraham Frimpong    | hátvéd               | 1  | 0 | 0 | 0 | 0 | 0 | 0  | 0 | 0 | 1  | 0 | 0 |
| 8                              | Magyarország     | Lovrencsics Gergő   | középpályás          | 3  | 0 | 0 | 0 | 0 | 0 | 0  | 0 | 0 | 3  | 0 | 0 |
| 10                             | Olaszország      | Davide Lanzafame    | csatár               | 9  | 0 | 0 | 0 | 0 | 0 | 1  | 0 | 0 | 10 | 0 | 0 |
| 10                             | Magyarország     | Böde Dániel         | csatár               | 2  | 0 | 0 | 1 | 0 | 0 | 1  | 0 | 0 | 4  | 0 | 0 |
| 14                             | Ukrajna          | Ihor Haratyin       | védekező középpályás | 1  | 0 | 0 | 0 | 0 | 0 | 0  | 0 | 0 | 1  | 0 | 0 |
| 16                             | Magyarország     | Leandro             | hátvéd               | 6  | 0 | 0 | 0 | 0 | 0 | 1  | 0 | 0 | 6  | 0 | 0 |
| 18                             | Magyarország     | Sigér Dávid         | középpályás          | 2  | 0 | 0 | 0 | 0 | 0 | 0  | 0 | 0 | 2  | 0 | 0 |
| 19                             | Németország      | Julian Koch         | középpályás          | 0  | 0 | 0 | 0 | 0 | 0 | 0  | 0 | 0 | 0  | 0 | 0 |
| 20                             | Fehéroroszország | Mikalaj Szihnevics  | csatár               | 2  | 0 | 0 | 0 | 0 | 0 | 1  | 0 | 0 | 3  | 0 | 0 |
| 21                             | Magyarország     | Botka Endre         | hátvéd               | 0  | 0 | 0 | 0 | 0 | 0 | 0  | 0 | 0 | 0  | 0 | 0 |
| 22                             | Magyarország     | Otigba Kenneth      | hátvéd               | 1  | 0 | 0 | 0 | 0 | 0 | 0  | 0 | 0 | 1  | 0 | 0 |
| 23                             | Magyarország     | Bőle Lukács         | középpályás          | 2  | 0 | 0 | 0 | 0 | 0 | 0  | 0 | 1 | 2  | 0 | 1 |
| 25                             | Szlovénia        | Miha Blažič         | hátvéd               | 3  | 0 | 0 | 0 | 0 | 0 | 0  | 0 | 0 | 3  | 0 | 0 |
| 26                             | Németország      | Marcel Heister      | hátvéd               | 5  | 0 | 1 | 0 | 0 | 0 | 2  | 0 | 0 | 7  | 0 | 1 |
| 27                             | Uruguay          | Fernando Gorriarán  | középpályás          | 4  | 0 | 0 | 0 | 0 | 0 | 2  | 0 | 0 | 6  | 0 | 0 |
| 29                             | Belgium          | Marten Wilmots      | középpályás          | 0  | 0 | 0 | 0 | 0 | 0 | 0  | 0 | 0 | 0  | 0 | 0 |
| 31                             | Magyarország     | Holczer Ádám        | kapus                | 0  | 0 | 0 | 0 | 0 | 0 | 0  | 0 | 0 | 0  | 0 | 0 |
| 33                             | Grúzia           | Lasa Dvali          | hátvéd               | 1  | 0 | 0 | 0 | 0 | 0 | 0  | 0 | 0 | 1  | 0 | 0 |
| 34                             | Ukrajna          | Ivan Petrjak        | középpályás          | 5  | 0 | 0 | 0 | 0 | 0 | 0  | 0 | 0 | 5  | 0 | 0 |
| 42                             | Magyarország     | Varga Ádám          | kapus                | 0  | 0 | 0 | 0 | 0 | 0 | 0  | 0 | 0 | 0  | 0 | 0 |
| 51                             | Magyarország     | Csonka András       | középpályás          | 0  | 0 | 0 | 0 | 0 | 0 | 1  | 0 | 0 | 1  | 0 | 0 |
| 77                             | Magyarország     | Szerető Krisztofer  | csatár               | 0  | 0 | 0 | 0 | 0 | 0 | 0  | 0 | 0 | 0  | 0 | 0 |
| 88                             | Brazília         | Isael               | csatár               | 2  | 0 | 0 | 0 | 0 | 0 | 1  | 0 | 0 | 3  | 0 | 0 |
| 93                             | Norvégia         | Tokmac Nguen        | csatár               | 0  | 0 | 0 | 0 | 0 | 0 | 1  | 0 | 0 | 1  | 0 | 0 |
| 97                             | Magyarország     | Varga Roland        | csatár               | 0  | 0 | 0 | 0 | 0 | 0 | 0  | 0 | 0 | 0  | 0 | 0 |
| Már nem tagja az idei keretnek |                  |                     |                      |    |   |   |   |   |   |    |   |   |    |   |   |
|                                | Izland           | Finnbogason         | csatár               | 0  | 0 | 0 | 1 | 0 | 0 | 0  | 0 | 0 | 1  | 0 | 0 |
|                                | Magyarország     | Lovrencsics Balázs  | csatár               | 0  | 0 | 0 | 0 | 0 | 0 | 0  | 0 | 0 | 0  | 0 | 0 |
|                                | Niger (ország)   | Amadou Moutari      | középpályás          | 0  | 0 | 0 | 0 | 0 | 0 | 0  | 0 | 0 | 0  | 0 | 0 |
|                                | Argentína        | Matías Rodríguez    | középpályás          | 0  | 0 | 0 | 0 | 0 | 0 | 0  | 0 | 0 | 0  | 0 | 0 |
|                                | Magyarország     | Csernik Kornél      | középpályás          | 0  | 0 | 0 | 0 | 0 | 0 | 0  | 0 | 0 | 0  | 0 | 0 |
|                                | Szerbia          | Dejan Georgijević   | csatár               | 0  | 0 | 0 | 0 | 0 | 0 | 0  | 0 | 0 | 0  | 0 | 0 |
|                                | Portugália       | Rui Pedro           | csatár               | 0  | 0 | 0 | 0 | 0 | 0 | 0  | 0 | 0 | 0  | 0 | 0 |
| Összesen                       | Összesen         | Összesen            | Összesen             | 54 | 0 | 1 | 3 | 0 | 0 | 11 | 0 | 2 | 69 | 0 | 3 |

### Kapusteljesítmények
Az alábbi táblázatban a csapat kapusainak teljesítményét tüntettük fel.
A felkészülési mérkőzéseket nem vettük figyelembe.
| Helyezés | Kapus        | Összesen        | Összesen          | Bajnokság       | Bajnokság         | Magyar Kupa     | Magyar Kupa       | Európa-liga     | Európa-liga       |
| Helyezés | Kapus        | Összes mérkőzés | Ebből gól nélküli | Összes mérkőzés | Ebből gól nélküli | Összes mérkőzés | Ebből gól nélküli | Összes mérkőzés | Ebből gól nélküli |
| -------- | ------------ | --------------- | ----------------- | --------------- | ----------------- | --------------- | ----------------- | --------------- | ----------------- |
| 1.       | Dibusz Dénes | 16              | 4                 | 12              | 4                 | 0               | 0                 | 2               | 0                 |
| 2.       | Holczer Ádám | 2               | 2                 | 0               | 0                 | 2               | 2                 | 0               | 0                 |
|          | Varga Ádám   | 0               | 0                 | 0               | 0                 | 0               | 0                 | 0               | 0                 |
| Összesen | Összesen     | 18              | 6                 | 14              | 4                 | 2               | 2                 | 2               | 0                 |

### Melyik játékos hányszor viselte a csapatkapitányi karszalagot
A táblázat nem tartalmazza a felkészülési mérkőzéseket.
Zárójelben a bajnoki forduló, valamint a nemzetközi illetve hazai kupaforduló sorszámát tüntettük fel, melyre rákattintva az adott mérkőzést részletesen is megnézheti.
| Játékos      | Összesen | Mérkőzés száma | Mérkőzés száma | Mérkőzés száma | Mérkőzések                                                                                      |
| Játékos      | 16       | OTP Bank Liga  | Magyar kupa    | Európa- liga   | Mérkőzések                                                                                      |
| ------------ | -------- | -------------- | -------------- | -------------- | ----------------------------------------------------------------------------------------------- |
| Leandro      | 8        | 8              | 0              | 0              | HAL (3.–o), KIS (4.–i), PAK (5.–o), MEZ (6.–i), VID (7.–o), HON (8.–i), ÚJP (9.–o), DEB (10.–o) |
| Böde Dániel  | 6        | 4              | 2              | 0              | DIÓ (1.–o), MTK (2.–i), PUS (11.–i), DIÓ (12.–i) Szegedi VSE (MK 6.–i), Sárvár (MK 7.–i)        |
| Dibusz Dénes | 2        | 0              | 0              | 2              | Maccabi (EL sk1.–o), Maccabi (EL sk1.–i)                                                        |

Jelmagyarázat: K-8d1 = Magyar kupa nyolcaddöntő, 1. mérkőzés; K-8dv = Magyar kupa nyolcaddöntő, visszavágó; K-4d1 = Magyar kupa negyeddöntő, 1. mérkőzés; K-4dv = Magyar kupa negyeddöntő, visszavágó; K-ed1 = Magyar kupa elődöntő, 1. mérkőzés; K-edv = Magyar kupa elődöntő, visszavágó;
 DEB =Debrecen; DIÓ = Diósgyőr; HAL = Haladás; HON = Budapest Honvéd; KIS = Kisvárda; MEZ = Mezőkövesd; MTK = MTK; PAK = Paks; PUS = Puskás Akadémia; ÚJP = Újpest; VID = MOL Vidi;  

### Játékvezetők
A táblázat azon játékvezetőket és az általuk a Ferencvárosi TC játékosainak kiosztott figyelmeztetéseket mutatják, akik legalább egy mérkőzést vezettek a csapatnak.
A táblázat nem tartalmazza a felkészülési- és nemzetközi kupamérkőzéseket.
A mérkőzéseknél zárójelben a bajnoki-, illetve a kupaforduló sorszámát tüntettük fel.
Egy-egy mérkőzést részletesen is megnézhet, ha a forduló sorszámára kattint.
| Játékvezető       | Összesen | Összesen | Összesen | Összesen | Összesen | OTP Bank Liga | OTP Bank Liga | OTP Bank Liga | OTP Bank Liga | OTP Bank Liga | OTP Bank Liga | OTP Bank Liga | OTP Bank Liga | OTP Bank Liga | OTP Bank Liga | OTP Bank Liga | OTP Bank Liga | OTP Bank Liga | OTP Bank Liga | OTP Bank Liga | OTP Bank Liga | OTP Bank Liga | OTP Bank Liga | OTP Bank Liga | OTP Bank Liga | OTP Bank Liga | OTP Bank Liga | OTP Bank Liga | OTP Bank Liga | OTP Bank Liga | OTP Bank Liga | OTP Bank Liga | OTP Bank Liga | OTP Bank Liga | OTP Bank Liga | OTP Bank Liga | OTP Bank Liga | OTP Bank Liga | OTP Bank Liga | OTP Bank Liga | OTP Bank Liga | OTP Bank Liga | OTP Bank Liga | Magyar kupa | Magyar kupa | Magyar kupa | Magyar kupa | Magyar kupa | Magyar kupa | Magyar kupa | Magyar kupa | Magyar kupa | Magyar kupa | Magyar kupa | Magyar kupa | Magyar kupa | Magyar kupa | Mérkőzések               |
| Játékvezető       | M        | Lapok    | Lapok    | Lapok    | Lapok    | M             | Lapok         | Lapok         | Lapok         | Lapok         | 1             | 2             | 3             | 4             | 5             | 6             | 7             | 8             | 9             | 10            | 11            | 12            | 13            | 14            | 15            | 16            | 17            | 18            | 19            | 20            | 21            | 22            | 23            | 24            | 25            | 26            | 27            | 28            | 29            | 30            | 31            | 32            | 33            | M           | Lapok       | Lapok       | Lapok       | Lapok       | 6           | 7           | 8           | 8d1         | 8dv         | 4d1         | 4dv         | ed1         | edv         | Mérkőzések               |
| Játékvezető       | M        | Σ        |          |          |          | M             | Σ             |               |               |               | I             | o             | o             | i             | o             | i             | o             | i             | o             | i             | o             | o             | i             | i             | o             | i             | o             | i             | o             | i             | o             | o             | i             | o             | o             | i             | o             | i             | o             | i             | o             | i             | o             | M           | Σ           |             |             |             | i           | i           | i           |             |             |             |             |             |             | Mérkőzések               |
| ----------------- | -------- | -------- | -------- | -------- | -------- | ------------- | ------------- | ------------- | ------------- | ------------- | ------------- | ------------- | ------------- | ------------- | ------------- | ------------- | ------------- | ------------- | ------------- | ------------- | ------------- | ------------- | ------------- | ------------- | ------------- | ------------- | ------------- | ------------- | ------------- | ------------- | ------------- | ------------- | ------------- | ------------- | ------------- | ------------- | ------------- | ------------- | ------------- | ------------- | ------------- | ------------- | ------------- | ----------- | ----------- | ----------- | ----------- | ----------- | ----------- | ----------- | ----------- | ----------- | ----------- | ----------- | ----------- | ----------- | ----------- | ------------------------ |
| Andó-Szabó Sándor | 2        | 5        | 5        | 0        | 0        | 2             | 5             | 5             | 0             | 0             | 3             |               |               |               |               |               |               |               | 2             |               |               |               |               |               |               |               |               |               |               |               |               |               |               |               |               |               |               |               |               |               |               |               |               | 0           | 0           | 0           | 0           | 0           |             |             |             |             |             |             |             |             |             | DIÓ (1.–o); ÚJP (9.–o);  |
| Berke Balázs      | 2        | 5        | 5        | 0        | 0        | 2             | 5             | 5             | 0             | 0             |               |               |               |               |               |               | 2             |               |               |               |               | 3             |               |               |               |               |               |               |               |               |               |               |               |               |               |               |               |               |               |               |               |               |               | 0           | 0           | 0           | 0           | 0           |             |             |             |             |             |             |             |             |             | VID (7.–o), DIÓ (12.–i); |
| Erdős József      | 2        | 4        | 4        | 0        | 0        | 2             | 4             | 4             | 0             | 0             |               |               |               |               | 2             |               |               | 2             |               |               |               |               |               |               |               |               |               |               |               |               |               |               |               |               |               |               |               |               |               |               |               |               |               | 0           | 0           | 0           | 0           | 0           |             |             |             |             |             |             |             |             |             | PAK (5.–o); HON (8.–i);  |
| Iványi Zoltán     | 2        | 5        | 4        | 1        | 0        | 2             | 5             | 4             | 1             | 0             |               |               |               |               |               | 3             |               |               |               | 1 1           |               |               |               |               |               |               |               |               |               |               |               |               |               |               |               |               |               |               |               |               |               |               |               | 0           | 0           | 0           | 0           | 0           |             |             |             |             |             |             |             |             |             | MEZ (6.–i); DEB (10.–o); |
| Antal Péter       | 1        | 0        | 0        | 0        | 0        | 0             | 0             | 0             | 0             | 0             |               |               |               |               |               |               |               |               |               |               |               |               |               |               |               |               |               |               |               |               |               |               |               |               |               |               |               |               |               |               |               |               |               | 1           | 0           | 0           | 0           | 0           | 0           |             |             |             |             |             |             |             |             | Szegedi VSE (MK 6.-i);   |
| Kassai Viktor     | 1        | 0        | 0        | 0        | 0        | 1             | 0             | 0             | 0             | 0             |               | 0             |               |               |               |               |               |               |               |               |               |               |               |               |               |               |               |               |               |               |               |               |               |               |               |               |               |               |               |               |               |               |               | 0           | 0           | 0           | 0           | 0           |             |             |             |             |             |             |             |             |             | MTK (2.–i);              |
| Pintér Csaba      | 1        | 2        | 2        | 0        | 0        | 1             | 2             | 2             | 0             | 0             |               |               |               | 2             |               |               |               |               |               |               |               |               |               |               |               |               |               |               |               |               |               |               |               |               |               |               |               |               |               |               |               |               |               | 0           | 0           | 0           | 0           | 0           |             |             |             |             |             |             |             |             |             | KIS (4.–i);              |
| Solymosi Péter    | 1        | 0        | 0        | 0        | 0        | 1             | 0             | 0             | 0             | 0             |               |               |               |               |               |               |               |               |               |               | 0             |               |               |               |               |               |               |               |               |               |               |               |               |               |               |               |               |               |               |               |               |               |               | 0           | 0           | 0           | 0           | 0           |             |             |             |             |             |             |             |             |             | PUS (11.–i);             |
| Szilasi Szabolcs  | 1        | 0        | 0        | 0        | 0        | 0             | 0             | 0             | 0             | 0             |               |               |               |               |               |               |               |               |               |               |               |               |               |               |               |               |               |               |               |               |               |               |               |               |               |               |               |               |               |               |               |               |               | 1           | 0           | 0           | 0           | 0           |             | 0           |             |             |             |             |             |             |             | Sárvár (MK 7.–i);        |
| Szőts Gergely     | 1        | 2        | 2        | 0        | 0        | 1             | 2             | 2             | 0             | 0             |               |               | 2             |               |               |               |               |               |               |               |               |               |               |               |               |               |               |               |               |               |               |               |               |               |               |               |               |               |               |               |               |               |               | 0           | 0           | 0           | 0           | 0           |             |             |             |             |             |             |             |             |             | HAL (3.–o);              |
| Összesen          | 14       | 23       | 22       | 1        | 0        | 12            | 23            | 22            | 1             | 0             | 3             | 0             | 2             | 2             | 2             | 3             | 2             | 2             | 2             | 2             | 0             | 3             |               |               |               |               |               |               |               |               |               |               |               |               |               |               |               |               |               |               |               |               |               | 2           | 0           | 0           | 0           | 0           | 0           | 0           |             |             |             |             |             |             |             |                          |

Jelmagyarázat: Helyszín: o = otthon (hazai pályán); i = idegenben; vörös színű vonallal jelezzük az őszi és a tavaszi szezon váltását;
M = mérkőzés; Σ = összes kioszott sárga ill. piros lap;  = kiosztott sárga lapos figyelmeztetés;  = kiosztott 2 sárga lapos figyelmeztetés utáni azonnali kiállítás;  = kiosztott piros lapos figyelmeztetés, azonnali kiállítás
Magyar Kupa (MK): 8d1 = nyolcaddöntő, 1. mérkőzés; 8dv = nyolcaddöntő, visszavágó; 4d1 = negyeddöntő, 1. mérkőzés; 4dv = negyeddöntő, visszavágó; ed1 = elődöntő, 1. mérkőzés; edv = elődöntő, visszavágó;
DEB = Debrecen; DIÓ = Diósgyőr; 
HAL = Haladás; HON = Budapest Honvéd; KIS = Kisvárda; MEZ = Mezőkövesd; MTK = MTK; PAK = Paks; PUS = Puskás Akadémia; ÚJP = Újpest; VID = MOL Vidi; 

### Milyen szerelésben játszottak a Ferencvárosi TC játékosai
A táblázat nem tartalmazza a felkészülési mérkőzéseket.
Zárójelben a bajnoki forduló, valamint a nemzetközi illetve hazai kupaforduló sorszámát tüntettük fel, melyre rákattintva az adott mérkőzést részletesen is megnézheti.
| Szerelés | Összesen | Hazai | Idegenbeli | OTP Bank Liga | Magyar kupa | Mérkőzések                                                  | Mérkőzések                               | Mérkőzések  | Mérkőzések          |
| Szerelés | Összesen | Hazai | Idegenbeli | OTP Bank Liga | Magyar kupa | OTP Bank Liga                                               | OTP Bank Liga                            | Magyar kupa | Magyar kupa         |
| Szerelés | 14       | 6     | 8          | 12            | 2           | Hazai                                                       | Idegenbeli                               | Hazai       | Idegenbeli          |
| -------- | -------- | ----- | ---------- | ------------- | ----------- | ----------------------------------------------------------- | ---------------------------------------- | ----------- | ------------------- |
| Hazai    | 9        | 6     | 3          | 8             | 1           | DIÓ (1.), HAL (3.), PAK (5.), VID (7.), ÚJP (9.), DEB (10.) | KIS (4.), MEZ (6.)                       |             | Sárvár (MK 7.)      |
| Vendég   | 5        | 0     | 5          | 4             | 1           |                                                             | MTK (2.), HON (8.), PUS (11.), DIÓ (12.) |             | Szegedi VSE (MK 6.) |

Jelmagyarázat: Magyar kupa mérkőzések: K-8d1 = nyolcaddöntő, 1. mérkőzés; K-8dv = nyolcaddöntő, visszavágó; K-4d1 = negyeddöntő, 1. mérkőzés; K-4dv = negyeddöntő, visszavágó;  K-ed1 = elődöntő, 1. mérkőzés; K-edv = elődöntő, visszavágó;
Európa-liga: Q1.1 = 1. selejtezőkör, 1. mérkőzés; Q1.2 = 1. selejtezőkör, visszavágó;
DEB = Debrecen; DIÓ = Diósgyőr; FTC = Ferencváros; HAL = Haladás; HON = Budapest Honvéd; KIS = Kisvárda; MEZ = Mezőkövesd; MTK = MTK; PAK = Paks; PUS = Puskás Akadémia; ÚJP = Újpest;

### Nézőszámok
A táblázat nem tartalmazza a felkészülési mérkőzéseket.
Egy-egy mérkőzést részletesen is megnézhet, ha a Kiírás, forduló oszlopban az adott mérkőzést jelző leírásra kattint.
      OTP Bank Liga
      Magyar kupa
      Bajnokok ligája
      Európa-liga

#### Hazai mérkőzések
Az alábbi táblázatban a Ferencvárosi TC aktuális szezonjának hazai mérkőzéseinek nézőszámai szerepelnek.
| Időpont       | Kiírás, forduló            | Ellenfél                 | Nézőszám   | Helyszín          | Össz. férőhely % |
| 2018. 07. 22. | OTP Bank liga, 1. forduló  | Diósgyőr                 | 06 920 fő  | Groupama Aréna    | 29,2%            |
| 2018. 08. 04. | OTP Bank liga, 3. forduló  | Haladás                  | 07 504 fő  | Groupama Aréna    | 31,7%            |
| 2018. 08. 18. | OTP Bank liga, 5. forduló  | Paks                     | 07 147 fő  | Groupama Aréna    | 30,1%            |
| 2018. 09. 02. | OTP Bank liga, 7. forduló  | MOL Vidi                 | 014 520 fő | Groupama Aréna    | 61,3%            |
| 2018. 09. 29. | OTP Bank liga, 9. forduló  | Újpest                   | 020 675 fő | Groupama Aréna    | 87,2%            |
| 2018. 10. 06. | OTP Bank liga, 10. forduló | Debrecen                 | 08 911 fő  | Groupama Aréna    | 37,6%            |
| Összesen      | 6 OTP Bank Liga mérkőzés   | 6 OTP Bank Liga mérkőzés | 065 677 fő | átlag: 010 946 fő | 46,2%            |
| Összesen      | 0 Magyar Kupa mérkőzés     | 0 Magyar Kupa mérkőzés   | 0          | 0                 |                  |
| Összesen      | 6 mérkőzés                 | 6 mérkőzés               | 065 677 fő | átlag: 010 946 fő | 46,2%            |

Nézőszám fordulónként, idővonalon ábrázolva:

#### Idegenbeli mérkőzések
Az alábbi táblázatban a Ferencvárosi TC aktuális szezonjának idegenbeli mérkőzéseinek nézőszámai szerepelnek.
| Időpont       | Kiírás, forduló            | Ellenfél                 | Nézőszám   | Stadion                     | Település        |
| 2018. 07. 29. | OTP Bank liga, 2. forduló  | MTK                      | 04 079 fő  | Új Hidegkuti Nándor stadion | Budapest         |
| 2018. 08. 11. | OTP Bank liga, 4. forduló  | Kisvárda                 | 02 850 fő  | Várkerti Sportpálya         | Kisvárda         |
| 2018. 08. 25. | OTP Bank liga, 6. forduló  | Mezőkövesd               | 04 015 fő  | Városi stadion              | Mezőkövesd       |
| 2018. 09. 15. | OTP Bank liga, 8. forduló  | Budapest Honvéd          | 03 579 fő  | Új Hidegkuti Nándor stadion | Budapest         |
| 2018. 09. 22. | Magyar kupa, 6. forduló    | Szegedi VSE              | 03 500 fő  | Szegedi VSE stadion         | Szeged           |
| 2018. 10. 20. | OTP Bank liga, 11. forduló | Puskás Akadémia          | 03 838 fő  | Pancho Aréna                | Felcsút          |
| 2018. 10. 27. | OTP Bank liga, 12. forduló | Diósgyőr                 | 07 768 fő  | DVTK-stadion                | Miskolc          |
| 2018. 10. 31. | Magyar kupa, 7. forduló    | Sárvári FC               | 02 500 fő  | Sárvári sporttelep          | Sárvár           |
| Összesen      | 6 OTP Bank Liga mérkőzés   | 6 OTP Bank Liga mérkőzés | 026 129 fő | átlag: 04 355 fő            | átlag: 04 355 fő |
| Összesen      | 2 Magyar Kupa mérkőzés     | 2 Magyar Kupa mérkőzés   | 06 000 fő  | átlag: 03 000 fő            | átlag: 03 000 fő |
| Összesen      | 8 mérkőzés                 | 8 mérkőzés               | 032 129 fő | átlag: 04 016 fő            | átlag: 04 016 fő |

## OTP Bank Liga
2018. június 27-én tartották az OTP Bank Liga 2018-2019-es férfi felnőtt nagypályás labdarúgó-bajnokság sorsolását a Magyar Labdarúgó Szövetség székházában. A szezon 2018. július 21-én indul és az új szabályok értelmében 2019. május 19-én zárul. Az NB I-et ezúttal is körmérkőzéses formában, 3×11 bajnoki forduló keretében bonyolítják le. A 23-33. fordulót úgy sorsolták ki, hogy a 2017-2018-as bajnokság 1-6. helyezettjeinek hatszor otthon és ötször idegenben, a bajnokság többi résztvevőjének pedig ötször otthon és hatszor idegenben kell játszaniuk.
      Győzelem
      Döntetlen
      Vereség
| 1. ford. |

| Ferencváros | 4 – 1 | Diósgyőr |
| ----------- | ----- | -------- |
|             |       |          |

| Részletek |

| 2. ford. |

| MTK | 1 – 4 | Ferencváros |
| --- | ----- | ----------- |
|     |       |             |

| Részletek |

| 3. ford. |

| Ferencváros | 3 – 1 | Haladás |
| ----------- | ----- | ------- |
|             |       |         |

| Részletek |

| 4. ford. |

| Kisvárda | 0 – 2 | Ferencváros |
| -------- | ----- | ----------- |
|          |       |             |

| Részletek |

| 5. ford. |

| Ferencváros | 1 – 1 | Paks |
| ----------- | ----- | ---- |
|             |       |      |

| Részletek |

| 6. ford. |

| Mezőkövesd | 0 – 1 | Ferencváros |
| ---------- | ----- | ----------- |
|            |       |             |

| Részletek |

| 7. ford. |

| Ferencváros | 2 – 2 | Vidi |
| ----------- | ----- | ---- |
|             |       |      |

| Részletek |

| 8. ford. |

| Honvéd | 0 – 1 | Ferencváros |
| ------ | ----- | ----------- |
|        |       |             |

| Részletek |

| 9. ford. |

| Ferencváros | 1 – 0 | Újpest |
| ----------- | ----- | ------ |
|             |       |        |

| Részletek |

| 10. ford. |

| Ferencváros | 2 – 2 | Debrecen |
| ----------- | ----- | -------- |
|             |       |          |

| Részletek |

| 11. ford. |

| Puskás Ak. | 1 – 0 | Ferencváros |
| ---------- | ----- | ----------- |
|            |       |             |

| Részletek |

| 12. ford. |

| Diósgyőr | 1 – 4 | Ferencváros |
| -------- | ----- | ----------- |
|          |       |             |

| Részletek |

| 13. ford. |

| Ferencváros | 2 – 0 | MTK |
| ----------- | ----- | --- |
|             |       |     |

| Részletek |

| 14. ford. |

| Haladás | 1 – 0 | Ferencváros |
| ------- | ----- | ----------- |
|         |       |             |

| Részletek |

| 15. ford. |

| Ferencváros | 2 – 0 | Kisvárda |
| ----------- | ----- | -------- |
|             |       |          |

| Részletek |

| 16. ford. |

| Paks | 0 – 3 | Ferencváros |
| ---- | ----- | ----------- |
|      |       |             |

| Részletek |

| 17. ford. |

| Ferencváros | 3 – 2 | Mezőkövesd |
| ----------- | ----- | ---------- |
|             |       |            |

| Részletek |

| 18. ford. |

| Vidi | 2 – 1 | Ferencváros |
| ---- | ----- | ----------- |
|      |       |             |

| Részletek |

| 19. ford. |

| Ferencváros | 1 – 0 | Honvéd |
| ----------- | ----- | ------ |
|             |       |        |

| Részletek |

| 20. ford. |

| Újpest | 1 – 1 | Ferencváros |
| ------ | ----- | ----------- |
|        |       |             |

| Részletek |

| 21. ford. |

| Debrecen | 2 – 1 | Ferencváros |
| -------- | ----- | ----------- |
|          |       |             |

| Részletek |

| 22. ford. |

| Ferencváros | 4 – 0 | Puskás Ak. |
| ----------- | ----- | ---------- |
|             |       |            |

| Részletek |

| 23. ford. |

| Ferencváros | 7 – 0 | Diósgyőr |
| ----------- | ----- | -------- |
|             |       |          |

| Részletek |

| 24. ford. |

| MTK | 1 – 3 | Ferencváros |
| --- | ----- | ----------- |
|     |       |             |

| Részletek |

| 25. ford. |

| Ferencváros | 2 – 0 | Haladás |
| ----------- | ----- | ------- |
|             |       |         |

| Részletek |

| 26. ford. |

| Kisvárda | 0 – 1 | Ferencváros |
| -------- | ----- | ----------- |
|          |       |             |

| Részletek |

| 27. ford. |

| Ferencváros | 3 – 0 | Paks |
| ----------- | ----- | ---- |
|             |       |      |

| Részletek |

| 28. ford. |

| Mezőkövesd | 1 – 2 | Ferencváros |
| ---------- | ----- | ----------- |
|            |       |             |

| Részletek |

| 29. ford. |

| Ferencváros | 4 – 1 | Vidi |
| ----------- | ----- | ---- |
|             |       |      |

| Részletek |

| 30. ford. |

| Honvéd | 3 – 2 | Ferencváros |
| ------ | ----- | ----------- |
|        |       |             |

| Részletek |

| 31. ford. |

| Ferencváros | 2 – 1 | Újpest |
| ----------- | ----- | ------ |
|             |       |        |

| Részletek |

| 32. ford. |

| Ferencváros | 2 – 1 | Debrecen |
| ----------- | ----- | -------- |
|             |       |          |

| Részletek |

| 33. ford. |

| Puskás Ak. | – | Ferencváros |
| ---------- | - | ----------- |
|            |   |             |

| Részletek |

### Első kör
A zöld-fehérek a tavasszal az utolsó játéknapon a bennmaradást biztosító Diósgyőr ellen próbálnak javítani a nemzetközi kupakiesés után. Thomas Doll együttesében rengeteg új játékos van, közülük jó néhányan már a Makkabi Tel-Aviv ellen, az Európa-ligában tétmérkőzésen is bemutatkoztak, várhatóan a bajnokin is játszanak majd. A zöld-fehérek az előző idényben kétszer is magabiztosan verték otthonukban a Diósgyőrt, a borsodiak még a Bódog-korszak elején, 2017 tavaszán tudtak pontot szerezni a Groupama Arénában. Ugyanakkor idén tavasszal pályaválasztóként legyőzték a Ferencvárost, amelynek az akkor elveszített pontok nagyon hiányoztak az idény hajrájában. A DVTK nem szerepelt jól a felkészülési mérkőzéseken, de hívei kiegyeznének azzal, hogy a rossz főpróba után sikeres előadás következzen.
| 1. forduló 2018. július 22., vasárnap 17:30 (tv: M4 Sport) |

| Ferencváros                                                                                              | 4 – 1               | Diósgyőr                  |
| --- | ------------------- | ------------------------- |
| Tamás (1–0) 15' Heister (2–0) 25' Varga R. (3–1) 45+1' • (4–1) 69' Gorriarán 18' Blažič 60' Frimpong 71' | (3 – 1) Jegyzőkönyv | 45' (2–1) Bacsa 61' Bacsa |

| Groupama Aréna, Budapest Nézőszám: 6.920 (B1, B2, B3 és C1 szektorokat nem lehetett megnyitni) Játékvezető: Andó-Szabó Sándor (magyar) Asszisztensek: Tóth II. Vencel és Albert István |

- Ferencváros: Dibusz — Lovrencsics G., Frimpong, Blažič, Heister — Szpirovszki, Leandro — Varga R. (Finnbogason  82'), Lanzafame (Petrjak  69'), Gorriarán (Rodríguez  76') — Böde  • Fel nem használt cserék: Holczer (kapus), Takács Zs., Csernik, Lovrencsics B. • Vezetőedző: Thomas Doll
- Diósgyőr: Antal — Eperjesi, Lipták , Tamás M., Forgács (Bárdos  71') — Hasani, Mazalović, Busai (Vernes  85') — Makrai, Bacsa, Ugrai (Jóannidisz  szünetben) • Fel nem használt cserék: Radoš (kapus), Tóth Barnabás, Nagy, Ivánka • Vezetőedző: Fernando Fernandez

| Ferencváros | Diósgyőr |

A Ferencváros szervezett középpályájának köszönhetően nemcsak irányította a játékot az első félidőben, hanem a vendégvédelem bizonytalanságait kihasználva gyakran került helyzetbe. A hazaiak öngóllal szereztek vezetést: a 14. percben Lanzafame indítása után Böde egy átvételt követően középre passzolt, ahol a menteni igyekvő Tamás Márk ballal, hat méterről a saját kapujába húzta a labdát; (1–0). Alig tíz perccel később már kettővel vezettek a hazaiak: az oldalvonal mellől Gorriarán indította Marcel Heistert, aki futtából, 14 méterről, ballal kilőtte a kapu bal alsó sarkát; (2–0). A diósgyőriek támadójátéka esetleges és veszélytelen volt, ám váratlanul szépítettek: a 45. percben Makrai passza után Bacsa Patrik lefordult Lovrencsics Gergőről, majd 8 méterről, ballal, Dibusz fölött a kapu közepébe emelte a labdát; (2–1). Még a szünet előtt ismét kettőre növelte a különbséget a Ferencváros: a hosszabbítás első percében, a 46. percben Lanzafame és Varga kényszerítőzött, majd előbbit Eperjesi lerántotta a tizenhatoson belül, Andó-Szabó habozás nélkül büntetőt ítélt. A válogatott szélső, Varga Roland félmagasan a kapu jobb oldalát vette célba, Antal viszont odaért, a kapusról középre kipattanó labdára a büntetőt elvégző támadó csapott le a leggyorsabban, s az öt és feles vonaláról, jobbal a bal alsóba passzolt; (3–1). A második félidőben bátrabb támadójátékot vállalt fel a vendégcsapat, ennek eredményeként sikerült a hazai térfélen tartania a labdát és helyzeteket kidolgoznia, de újabb gólt mégis a Ferencváros ért el egy kontra végén: a 68. percben Leandro balról ívelt a tizenhatoson belülre, ahol Varga Roland egy pattanás után tíz méterről, előrevetődve, csukafejessel fejelt, a labda pedig a jobb oldali kapufáról a kapuba pattant; (4–1). A hátralévő időt sikerrel védekezték ki a házigazdák, az eredmény már nem változott.
| Csapat      | Labdabirtoklás | Lövés | Kaput találtlövés | Ebből gól | Szöglet | Szabálytalanság | Sárga lap | Piros lap | Passz | Sikeres passz | Párharc | Megnyert párharc |
| ----------- | -------------- | ----- | ----------------- | --------- | ------- | --------------- | --------- | --------- | ----- | ------------- | ------- | ---------------- |
| Ferencváros | 1337 mp (54%)  | 19    | 9 (47%)           | 4 (44%)   | 12      | 14              | 3         | 0         | 373   | 310 (83%)     | 134     | 73 (54%)         |
| Diósgyőr    | 1128 mp (46%)  | 9     | 4 (44%)           | 1 (25%)   | 3       | 16              | 1         | 0         | 357   | 296 (83%)     | 134     | 61 (46%)         |

- A Diósgyőr vendégként a legutóbbi öt meccsén nem szerzett pontot az NB I-ben.
- A Groupama Arénában a Diósgyőr a legutóbbi három alkalommal összesen tíz gólt kapott.
- A legutóbbi diósgyőri siker óta a Fradi tízmérkőzéses hazai veretlenségi sorozatot épített ki a DVTK-val szemben (8 győzelem, 2 döntetlen).
- A Ferencváros 12 mérkőzéses bajnoki veretlenségi sorozatban van, igaz, a győzelmek száma csak 5, a 7 döntetlen meg tulajdonképpen a tavalyi bajnoki aranyérmébe került Thomas Doll csapatának.
- A Ferencváros 2018-ban eddig 29 gólt ért el a hazai bajnoki mérkőzésein, a kilenc találkozó átlaga jobb, mint meccsenként három.
- Varga Roland az előző idény nyitányán is szerzett gólt, de akkor csak egyet, nem is nyert a Ferencváros.
- A bajnokságban a Ferencváros sorozatban 13. mérkőzésén maradt veretlen, pályaválasztóként pedig már 21 találkozó óta nem kapott ki.
- A zöld-fehérek az előző idény utolsó fordulójában, Balmazújvárosban az azóta a Haladáshoz igazolt Tamás László öngóljával kerültek előnybe. Most Tamás Márk vétett öngólt ellenük.
- Thomas Doll együttesében hat, a nyáron érkezett futballista szerepelt (Frimpong, Heister, Finnbogason, Lanzafame, Petrjak, Rodriguez).
- Marcel Heister értelemszerűen az első gólját szerezte az OTP Bank Ligában.[36]

| 2. forduló 2018. július 29., vasárnap 18:00 (tv: M4 Sport) 213. örökrangadó |

| MTK Budapest               | 1 – 4               | Ferencváros                                                           |
| -------------------------- | ------------------- | --------------------------------------------------------------------- |
| Kanta (1–3) 60' (11-esből) | (0 – 3) Jegyzőkönyv | 15' (0–1) Bőle 34' (0–2) Petrjak 38' (0–3) Petrjak 88' (1–4) Varga R. |

| Hidegkuti Nándor Stadion, Budapest Nézőszám: 4.079 Játékvezető: Kassai Viktor (magyar) Asszisztensek: Ring György és Tóth II. Vencel |

- Ferencváros: Dibusz — Lovrencsics G., Frimpong (Varga R.  45+6'), Blažič, Heister — Szpirovszki, Leandro, Petrjak — Lanzafame, Böde  (Finnbogason  73'), Bőle (Csernik  59') • Fel nem használt cserék: Holczer (kapus), Takács Zs., Rodríguez, • Vezetőedző: Thomas Doll
- MTK Budapest: Kicsak — Deutsch (Balogh  6'), Szelin, Pintér, Katona — Vass Á. —Kulcsár (Farkas  62'), Bognár (Torghelle  69'), Kanta , Vass P. — Lencse • Fel nem használt cserék: Varga B. (kapus), Vogyicska, Takács R., Ramos • Vezetőedző: Feczkó Tamás

| MTK | Ferencváros |

| Csapat      | Labdabirtoklás | Lövés | Kaput találtlövés | Ebből gól | Szöglet | Szabálytalanság | Sárga lap | Piros lap | Passz | Sikeres passz | Párharc | Megnyert párharc |
| ----------- | -------------- | ----- | ----------------- | --------- | ------- | --------------- | --------- | --------- | ----- | ------------- | ------- | ---------------- |
| MTK         | 1701 mp (46%)  | 11    | 4 (36%)           | 1 (25%)   | 6       | 14              | 2         | 0         | 501   | 434 (86%)     | 112     | 60 (53%)         |
| Ferencváros | 1453 mp (46%)  | 14    | 4 (29%)           | 4 (100%)  | 4       | 16              | 0         | 0         | 452   | 395 (87%)     | 112     | 52 (46%)         |

Thomas Doll csapata a mezőny egyik százszázalékos együttese, előbb a Diósgyőrt otthon, majd az MTK idegenben verte meg, egyaránt 4–1-es győzelmet aratva. A hazai mérlege kitűnő, tavaly augusztus 12., a Paks elleni döntetlen óta tizenöt bajnoki mérkőzéséből csupán kettőt nem nyert meg. Tavasszal a Haladást csak szoros mérkőzésen, 2–1-re győzte le. A szombathelyiek Kispesten vereséggel kezdtek, majd az Újpest ellen otthon döntetlent játszottak, így egy szerzett ponttal állnak. Vendégként a Haladás a legutóbbi négy bajnokiját elveszítette, hármat ezek közül a fővárosban.
| 3. forduló 2018. augusztus 4., szombat 20:15 |

| Ferencváros                                                                                      | 3 – 1               | Swietelsky Haladás                                        |
| ------------------------------------------------------------------------------------------------ | ------------------- | --------------------------------------------------------- |
| Varga R. (1–0) 23' Lanzafame (2–1) 53' Lanzafame (3–1) 63' (11-esből) Szpirovszki 74' Blažič 78' | (1 – 0) Jegyzőkönyv | 50' (1–1) Gaál 6' Habovda 62' Beneš 74' Gaál 86′ Jagodics |

| Groupama Aréna, Budapest Nézőszám: 7.504 Játékvezető: Szőts Gergely (magyar) Asszisztensek: Márkus Tamás és Bornemissza Gergely |

- Ferencváros: Dibusz — Lovrencsics G., Botka, Blažič, Heister — Leandro  (Csernik  87'), Szpirovszki — Varga R. (Böde  68'), Petrjak, Bőle (Finnbogason  81') — Lanzafame • Fel nem használt cserék: Holczer (kapus), Takács Zs., Rodríguez, • Vezetőedző: Thomas Doll
- Haladás: Király — Habovda, Kolčák, Beneš, Bošnjak  — Jagodics M., M. Grumics (Németh Milán  84') — K. Mészáros, Rácz B. (Halmosi  68'), Gaál — Rabušic (Bamgboye  64') • Fel nem használt cserék: Rózsa (kapus), Tamás L., Schimmer, Németh Márió • Vezetőedző: Michal Hipp

Az első félidő egyetlen veszélyes gólhelyzetéből vezetést szerzett a Ferencváros: a 23. percben Bőle remek passzát Varga Roland az ötös jobb sarka elől jobbal felvarrta a léc alá, a kapu rövid felső sarkába; (1–0). A félidő fennmaradó idejében a két tizenhatos között folyt a játék közepes tempóban. A középpályán mindkét csapatnak többször sikerült átvinnie az akcióit, de a létszámfölényben lévő védelmek már megálljt parancsoltak a támadásoknak. A második félidő elején egyenlített a Haladás: a 49. percben Karol Mészáros is szépen megy el, ő a jobbon, egy csel után jobbal visszagurít Gaál Bálintnak, aki jobbal az ötös jobb sarka elől a kapu jobb alsó sarkába lő; (1–1). Az egyenlítő találat pár percre megzavarta a hazaiakat, Lovrencsics Gergő harcossága és Varga önzetlensége azonban újabb ferencvárosi gólt eredményezett, az előző szezon gólkirálya, a nyáron a Budapest Honvédtól szerződtetett Lanzafame pedig ötödik tétmérkőzésén megszerezte első találatát új csapatában: az 53. percben Lovrencsics labdát szerez a 16-os előtt, indítja Vargát, aki a 16-oson belülről visszagurít Davide Lanzafame elé, az olasz meg jobbal 11 méterről, félmagasan a kapu jobb sarkába emel; (2–1). Tíz perccel később aztán a másodikat is belőtte: a 63. percben Davide Lanzafame jobbal a jobb alsó sarokba lő, Király balra vetődött el; (3–1). A hátralévő időben a Ferencváros kézben tartotta az irányítást, a Haladás viszont nem tudott megújulni, így kétgólos vereséggel távozott az Üllői útról. A Ferencváros megőrizte százszázalékos mérlegét a bajnoki szezonban – a három fordulóban 11 gólt szerzett Thomas Doll csapata –, míg a hazai pontvadászatban immár 22 összecsapás óta tart a veretlenségi sorozata.
| Csapat      | Labdabirtoklás | Lövés | Kaput találtlövés | Ebből gól | Szöglet | Szabálytalanság | Sárga lap | Piros lap | Passz | Sikeres passz | Párharc | Megnyert párharc |
| ----------- | -------------- | ----- | ----------------- | --------- | ------- | --------------- | --------- | --------- | ----- | ------------- | ------- | ---------------- |
| Ferencváros | 1896 mp (60%)  | 14    | 5 (36%)           | 3 (60%)   | 7       | 17              | 2         | 0         | 535   | 438 (82%)     | 160     | 82 (51%)         |
| Haladás     | 1273 mp (40%)  | 11    | 3 (27%)           | 1 (33%)   | 1       | 22              | 3         | 1         | 382   | 287 (75%)     | 160     | 78 (49%)         |

- A Ferencváros három győzelemmel kezdte a szezont, erre legutóbb két éve, 2016-ban volt példa. Akkor tíz szerzett gól állt a csapat neve mellett (most tizenegy…), s a Haladás és a Diósgyőr ugyancsak a legyőzöttek között volt.
- Thomas Doll csapata az eddigi tíz idei hazai bajnokijából heten legalább három gólt szerzett.
- Varga Roland három bajnoki meccsen négy gólt szerzett, ez a legjobb sorozata tavaly szeptember óta. Idén áprilisban is szerzett gólt három egymást követő bajnokiján.
- Davide Lanzafaménak ez volt az első két gólja az OTP Bank Ligában, ferencvárosi játékosként. A magyar élvonalban 70 bajnokin 36 gólt ért el, ez éppen jobb 0,5-ös átlagnál.
- A Haladás az első három fordulóban két piros lapot kapott. Priskin Tamás az első, Jagodics Márk (87. perc) a harmadik fordulóban.
- Gaál Bálint az első gólját szerezte a Haladás tagjaként a visszatérése óta. Az előző idényben, a Vasas játékosaként is lőtt gólt a Ferencvárosak.
- A Haladás a legutóbbi öt idegenbeli bajnoki mérkőzését elveszítette.[39]

Az újonc kisvárdai klub története első hazai élvonalbeli mérkőzése előtt áll. Ezen a találkozón a tabella utolsó helyezettje játszik az elsővel, de nem árt tudni: a két csapat legutóbbi tétmérkőzésén, tavaly ősszel, ugyancsak Kisvárdán, a Magyar Kupában, a hazaiak 1–0-ra legyőzték az akkor a sorozatban címvédő zöld-fehéreket. A Kisvárda rosszul kezdte a bajnoki szezont, eddigi győzelem, sőt szerzett gól nélkül áll. A Ferencváros ezzel szemben háromból három bajnoki mérkőzést nyert meg, hazai pályán a Diósgyőr és a Haladás, vendégként az MTK gárdáját győzte le, összesen tizenegy gólt szerezve. Thomas Doll együttesével kapcsolatban e találkozó előtt az egyetlen negatívum: a fővárostól távol tavaly november 18., a Paks elleni idegenbeli mérkőzés óta nem tudott nyerni.
| 4. forduló 2018. augusztus 11., szombat 19:30Stadion avató mérkőzés |

| Kisvárda Master Good                          | 0 – 2               | Ferencváros                                                                |
| --------------------------------------------- | ------------------- | -------------------------------------------------------------------------- |
| Sinder 33′ Gosztonyi 43' Vári 77' Bériosz 83′ | (0 – 0) Jegyzőkönyv | 55' (0–1) Leandro 75' (11-esből) (0–2) Lanzafame 72' Heister 82' Lanzafame |

| Várkerti Sportpálya, Kisvárda Nézőszám: 2.850 Játékvezető: Pintér Csaba (magyar) Asszisztensek: Berettyán Péter és Farkas Zsolt |

| Csapat      | Labdabirtoklás | Lövés | Kaput találtlövés | Ebből gól | Szöglet | Szabálytalanság | Sárga lap | Piros lap | Passz | Sikeres passz | Párharc | Megnyert párharc |
| ----------- | -------------- | ----- | ----------------- | --------- | ------- | --------------- | --------- | --------- | ----- | ------------- | ------- | ---------------- |
| Kisvárda    | 1033 mp (32%)  | 2     | 0 (0%)            | 0 (0%)    | 3       | 16              | 3         | 2         | 278   | 211 (76%)     | 154     | 74 (48%)         |
| Ferencváros | 2154 mp (68%)  | 14    | 5 (36%)           | 2 (40%)   | 7       | 14              | 2         | 0         | 595   | 516 (87%)     | 154     | 80 (52%)         |

A Fradi még százszázalékos a bajnokságban, mind hazai pályán, mind idegenben kétszer nyert. Pályaválasztóként két találkozón összesen hét gólt szerzett, a Diósgyőrt 4–1-re, a Haladást 3-1-re verve. A Groupama Arénában nem szenvedett vereséget bajnoki mérkőzésen tavaly április óta. Vidéki csapat eddig csupán egyszer, 2016 őszén győzte le a Groupama Arénában bajnoki találkozón a zöld-fehéreket – éppen Csertői Aurél Paksa! A vendégek az első négy fordulóban háromszor is vendégként játszottak, majd a legutóbbi fordulóban az Újpestet fogadták, még nyeretlenek. A legutóbbi öt idegenbeli bajnoki meccsükön mindössze egy pontot szereztek. A Ferencvároshoz látogatva a legutóbbi három alkalommal veretlenek maradtak, csak a Vasasnak van jobb eredménysora az OTP Bank Ligában vendégként a Ferencváros ellen. A Paks egyszer, 2016. november 5-én tudta legyőzni idegenbeli bajnokin a Fradit (1–2). A Ferencváros mérlege ugyan pozitív hazai pályán a Paks ellen, ám érdekes, hogy a tolnaiak 11 vendégjátékukból hétszer ponttal vagy pontokkal tudtak távozni az FTC otthonából. Az eddigi 21 NB I-es mérkőzésből kilencet a Ferencváros, négyet a Paks nyert meg, 38, ill. 25 gólt lőve, nyolc bajnoki döntetlenre végződött. A hazaiaktól az Otigba (vádliműtét után), Böde (gyomorfájás), Frimpong (bordasérülés) trió sérült, a vendégektől Simon Ádám nem bevethető.
| 5. forduló 2018. augusztus 18., szombat 17:00 (tv: M4 Sport) |

| Ferencváros                            | 1 – 1               | Paks                                                        |
| -------------------------------------- | ------------------- | ----------------------------------------------------------- |
| Petrjak (1–0) 3' Heister 73' Sigér 87' | (1 – 1) Jegyzőkönyv | 45+2' (1–1) Hahn 36' Hahn 41' Papp 44' Haraszti 78' Kecskés |

| Groupama Aréna, Budapest Nézőszám: 7.147 Játékvezető: Erdős József (magyar) Asszisztensek: Buzás Balázs és Márkus Tamás |

- Ferencváros: Dibusz — Lovrencsics G., Botka, Blažič, Heister — Leandro  (Sigér  81'), Gorriarán, Szpirovszki (Bőle  59') — Varga R., Petrjak (Finnbogason  70') — Lanzafame • Fel nem használt cserék: Holczer (kapus), Rodríguez, Csernik • Vezetőedző: Thomas Doll
- Paks: Nagy G. — Kulcsár D., Fejes, Lenzsér, Szabó J.  — Papp, Kecskés, Bertus, Haraszti (Kővári  88'), Bartha (Vági  90+2') — Hahn (Simon A.  81') • Fel nem használt cserék: Rácz (kapus), Gévay, Nagy R., Horváth P. • Vezetőedző: Csertői Aurél

| Ferencváros | Paks |

A házigazda a 3. perc elején megszerezte a vezetést: Leandro ívelését Lanzafame látványos mozdulattal Kulcsár Dávid feje fölött Ivan Petrjak elé teszi, az az ötös bal sarka elől ballal félmagasan a kapu közepébe lő, a becsúszó Lenzsér is beleért még a labdába, a paksiak kapusának, Nagynak Gergelynek esélye sem volt; (1–0). Az FTC visszafogott tempó mellett megelégedett azzal, hogy az ellenfél térfelén járatta a labdát. A Paks hiába került hátrányba, a védekezésre koncentrált, támadásokat nem tudott vezetni. A félidő derekán Petrjak a kapufát találta el, majd később Botka lövését hárította Nagy Gergely bravúrral, ám a két hazai lehetőségtől eltekintve a kapuk nem forogtak veszélyben. A szünetre mégis váratlanul egyenlő állással vonulhattak a csapatok: Bertus balról ballal az ötösre és a csatár Hahn János fejére varázsolja a labdát, aki három hazai közül félmagasan a kapu jobb sarkába fejel, Botka és Blažič hibázott nagyot, Dibusz is a gólvonalon ragadt; (1–1). A második félidő elején még mindig érződött a hazaiak játékán a bekapott gól, eltelt 15 perc, amíg beszorították a vendégeket. A Paks azonban állta a rohamokat, fegyelmezetten védekezett, és kisebb megingásoktól eltekintve nem engedte kapuja közelébe az ellenfelet. A ferencvárosi szurkolók több alkalommal ütemesen kritizálták kedvenceiket, akik a hajrához érve egyre nagyobb elszántsággal rohamoztak, a győztes gólt azonban nem sikerült megszerezniük. Sőt, majdnem kikaptak: a 85. percben Haraszti ziccerben a keresztlécet találta el.
| Csapat      | Labdabirtoklás | Lövés | Kaput találtlövés | Ebből gól | Szöglet | Szabálytalanság | Sárga lap | Piros lap | Passz | Sikeres passz | Párharc | Megnyert párharc |
| ----------- | -------------- | ----- | ----------------- | --------- | ------- | --------------- | --------- | --------- | ----- | ------------- | ------- | ---------------- |
| Ferencváros | 1881 mp (64%)  | 14    | 6 (43%)           | 1 (17%)   | 11      | 12              | 2         | 0         | 567   | 490 (86%)     | 212     | 114 (54%)        |
| Paks        | 1043 mp (36%)  | 7     | 3 (43%)           | 1 (33%)   | 3       | 26              | 4         | 0         | 322   | 246 (76%)     | 212     | 98 (46%)         |

- A Ferencváros a hazai pontvadászatban immár 17 összecsapás óta veretlen.
- A Groupama Arénában a Fradi 2017 tavaszán kapott ki legutóbb, azóta 23 találkozón nem talált legyőzőre.
- A népligeti együttes azonban 2016 áprilisa óta képtelen legyőzni pályaválasztóként a Paksot: egy vereség mellett a legutóbbi három hazai bajnoki találkozón döntetlent játszott vele.
- A Paksé a leghosszabb aktív nyeretlenségi sorozat az élvonalban, Csertői Aurél csapata legutóbbi 9 meccsén nem tudott nyerni. Legutóbb május 5-én, a Vasas ellen szerzett három pontot a Paks.
- Idegenben hatmérkőzéses a paksi nyeretlenség; két vereség mellett harmadszor ért el döntetlent.
- A Paks a Ferencvároshoz látogatva a legutóbbi négy alkalommal veretlen maradt.
- A Ferencváros a legutóbbi négy hazai bajnoki döntetlenjéből hármat a Paks ellen ért el.
- Hahn János a legutóbbi négy, a Ferencváros elleni idegenbeli mérkőzésen gólt szerzett. Élvonalbeli találatai ötödét a Groupama Arénában a Fradi ellen érte el.
- A Paks továbbra is nyeretlen, de az első öt fordulóban négy idegenbeli mérkőzésen is túljutott.
- Thomas Doll elrontotta hibátlan mérlegét az OTP Bank Liga 2018–2019-es idényében. Pályaválasztóként döntetlent legutóbb a Vasas ellen játszott a bajnokságban, még áprilisban.
- Az ukrán Ivan Petrjak a harmadik góljánál tart, a házi góllövőlistán második Davide Lanzafaméval, csak Varga Roland (4) előzi meg őket.
- A Ferencváros 14 gólt szerzett eddig a bajnoki idényben, öt góllal többet, mint bármelyik riválisa, beleértve az egy mérkőzéssel kevesebb játszott MOL Vidit is.[42]

| 6. forduló 2018. augusztus 25., szombat 19:30 (tv: M4 Sport) |

| Mezőkövesd–Zsóry                                     | 0 – 1               | Ferencváros                                                       |
| ---------------------------------------------------- | ------------------- | ----------------------------------------------------------------- |
| Cseri 30' Mevoungou 77' Pillár 82' Szalai 79′, 90+3′ | (0 – 0) Jegyzőkönyv | 90+1' (0–1) Böde 28' Lanzafame 47' Szpirovszki 60' Lovrencsics G. |

| Városi stadion, Mezőkövesd Nézőszám: 4.015 Játékvezető: Iványi Zoltán (magyar) Asszisztensek: Tóth II. Vencel és Csatári Tibor |

- Ferencváros: Dibusz — Botka, Blažič, Leandro , Heister — Gorriarán (Sigér  81'), Szpirovszki (Bőle  71') — Varga R. (Böde  79'), Petrjak, Lovrencsics G. — Lanzafame • Fel nem használt cserék: Holczer (kapus), Takács, Finnbogason, Csernik • Vezetőedző: Szerhij Rebrov
- Mezőkövesd: Dombó — Pillár, Silye, Szalai, Vadnai — Cseri, Meszhi, Tóth B. , Mevoungou — Vajda (Alves  71'), Drazsics (Koszta  71') • Fel nem használt cserék: Szappanos (kapus), Tóth M., Szakály D., Katanec, Hudák • Vezetőedző: Kuttor Attila

| Mezőkövesd | Ferencváros |

Az első negyvenöt percben a találkozót ugyan a zöld-fehérben futballozó vendégek irányították, de ez a helyzetek számában nem mutatkozott meg. A fordulást követően a fővárosiak kerültek fölénybe, de a ferencvárosi drukkereknek elég volt annyi, hogy a Mezőkövesd néhány percre beszorította riválisát, máris ébresztőt kiáltottak kedvenceiknek. A hajrában szinte az utolsó pillanatig elmaradtak a nagy gólhelyzetek, a 91. percben azonban egy pillanatra kinyíltak a hazaiak, ezt pedig egy gyors kontrával büntették a vendégek. A befejező a csereként pályára lépett Böde volt, aki ezzel három pontot szerzett csapatának: a 91. percben labdát vesztett a Mezőkövesd a felezővonalnál, Petrjak középre játszott Lanzafaménak, aki visszaadta neki, az ukrán légiós az ötös közeléből, balról középre játszott, a csereként beállt Böde Dániel pedig 3 méterről, jobbal a hálóba továbbított; (0–1).
| Meccs statisztika (Forrás: MLSZ hivatalos honlapja) | Meccs statisztika (Forrás: MLSZ hivatalos honlapja) | Meccs statisztika (Forrás: MLSZ hivatalos honlapja) | Meccs statisztika (Forrás: MLSZ hivatalos honlapja) | Meccs statisztika (Forrás: MLSZ hivatalos honlapja) | Meccs statisztika (Forrás: MLSZ hivatalos honlapja) | Meccs statisztika (Forrás: MLSZ hivatalos honlapja) | Meccs statisztika (Forrás: MLSZ hivatalos honlapja) | Meccs statisztika (Forrás: MLSZ hivatalos honlapja) | Meccs statisztika (Forrás: MLSZ hivatalos honlapja) | Meccs statisztika (Forrás: MLSZ hivatalos honlapja) | Meccs statisztika (Forrás: MLSZ hivatalos honlapja) | Meccs statisztika (Forrás: MLSZ hivatalos honlapja) |
| Csapat                                              | Labdabirtoklás                                      | Lövés                                               | Kaput találtlövés                                   | Ebből gól                                           | Szöglet                                             | Szabálytalanság                                     | Sárga lap                                           | Piros lap                                           | Passz                                               | Sikeres passz                                       | Párharc                                             | Megnyert párharc                                    |
| --------------------------------------------------- | --------------------------------------------------- | --------------------------------------------------- | --------------------------------------------------- | --------------------------------------------------- | --------------------------------------------------- | --------------------------------------------------- | --------------------------------------------------- | --------------------------------------------------- | --------------------------------------------------- | --------------------------------------------------- | --------------------------------------------------- | --------------------------------------------------- |
| Mezőkövesd                                          | 1636 mp (51%)                                       | 10                                                  | 2 (20%)                                             | 0 (0%)                                              | 4                                                   | 18                                                  | 3                                                   | 1                                                   | 491                                                 | 402 (82%)                                           | 140                                                 | 66 (47%)                                            |
| Ferencváros                                         | 1586 mp (49%)                                       | 13                                                  | 4 (31%)                                             | 1 (25%)                                             | 7                                                   | 14                                                  | 3                                                   | 0                                                   | 480                                                 | 394 (82%)                                           | 140                                                 | 74 (53%)                                            |

Statisztikai érdekességek:
- Szerhij Rebrov győzelemmel mutatkozott be a Ferencváros vezetőedzőjeként.
- A zöld-fehérek sorozatban a harmadik idegenbeli bajnoki mérkőzésüket nyerték meg. Hasonló sorozatra 2015 szeptembere óta nem volt példa.
- Böde Dániel az első gólját érte el az őszi bajnoki szezonban. Legutóbb 2013-ban kellett várni a hatodik fordulóig az első Böde-gólra.
- A két csapat legutóbbi öt mérkőzését kivétel nélkül a Ferencváros nyerte. A legutóbbi négyen egyetlen gólt szerzett a Mezőkövesd.
- A hazaiak tíz emberrel fejezték a mérkőzést, Szalai Attila, aki az előző fordulóban (is) gólt szerzett, ezúttal piros lapot kapott a 93. percben.
- A Mezőkövesd a legutóbbi négy hazai meccséből egyet megnyert (a Paks ellen), hármat ellenben elveszített három fővárosi klub ellen (Újpest, Honvéd, Ferencváros), kivétel nélkül 1–0-ra.
- A borsodi sárga-kékek tavaly két győzelemmel kezdtek, aztán novemberig nyeretlenek maradtak. Most is győzelemmel kezdtek, de azóta négy mérkőzésen nyeretlenek.[44]

A Ferencváros mindössze egy mérkőzésen veszített pontot a mostani bajnoki idényben, igaz, azt éppen hazai pályán, a Paks ellen. Minden bajnoki találkozóján szerzett gólt. Szerhij Rebrov éppen a legnagyobb riválisnak tartott MOL Vidi ellen debütál hazai közönség előtt. A székesfehérváriak csak a középmezőnyben állnak, két mérkőzéssel kevesebbet játszottak a zöld-fehéreknél. Ugyanakkor a vesztett pontokat tekintve csak kettővel vannak a rivális mögött. A Vidi eddig egyszer játszott a bajnoki idényben vendégként, akkor kitett magáért, 3–0-ra verte a Hidegkuti Stadionban a Budapest Honvédot. A Ferencváros ellen még soha nem nyert a Groupama Arénában bajnoki mérkőzést, az egyetlen sikerét 2016. február 10-én egy Magyar Kupa-találkozón aratta.
| 7. forduló 2018. szeptember 2., vasárnap 18:00 (tv: M4 Sport) |

| Ferencváros                                                              | 2 – 2               | MOL Vidi                                                                         |
| ------------------------------------------------------------------------ | ------------------- | -------------------------------------------------------------------------------- |
| Szpirovszki (1–0) 14' Lovrencsics G. (2–0) 35' Petrjak 48' Lanzafame 69' | (2 – 1) Jegyzőkönyv | 44' (2–1) Nikolov 75' (2–2) Huszti 39' Fiola 54' Huszti 85' A. Hadžić 90' Kovács |

| Groupama Aréna, Budapest Nézőszám: 14.520 Játékvezető: Berke Balázs (magyar) Asszisztensek: Tóth II. Vencel és Buzás Balázs |

- Ferencváros: Dibusz — Lovrencsics G., Leandro , Blažič, Heister — Sigér — Bőle, Szpirovszki, Gorriarán (Varga R.  22'), Petrjak — Lanzafame (Finnbogason  82') • Fel nem használt cserék: Holczer (kapus), Takács, Böde, Csernik, Koch • Vezetőedző: Szerhij Rebrov
- Vidi: Kovácsik — Fiola (A. Hadžić  62'), Juhász , Vinícius, Tamás K. (Hangya  76') — Pátkai (Sós  70'), Nikolov, Huszti — Nego, Kovács, Lazovics • Fel nem használt cserék: Tujvel (kapus), Berecz, Stopira, Tóth • Vezetőedző: Marko Nikolics

| Ferencváros | Vidi |

Miután a Ferencváros visszahúzódott a saját térfelére, a hazai játékosokat agresszívan letámadó fehérváriaknál volt többet a labda az első félidőben, de a vendégcsapat támadásainak többsége hatástalan volt. A házigazdák viszont a 14. percben kontra végén megszerezték a vezetést – Petrjak beadására Spirovski érkezett jó ütemben a hosszún –, majd a 35. percben Lovrencsics Gergő 24 méterről lőtt nagy gólt dropból egy szöglet utáni kipattanó lezárásaként. A szünet előtti hajrában Nikolov hasonlóan szép találatával csökkentette hátrányát a Vidi. A második félidőben kiegyenlítődött a mezőnyjáték, de a nagy iram mellett a kapuk ritkán forogtak veszélyben. A hajrához közeledve ismét fokozta a nyomást a vendégcsapat, amely Huszti szabadrúgásával egyenlített a 75. percben. A középpályás lövése nyomán a labda megpattant a sorfalon, de nem változtatott irányt. A hajrában az elfáradt hazaiaknak volt még ígéretes kontrájuk, a vendégeknek pedig lehetőségük a győztes gólra, de az eredmény már nem változott.
| Csapat      | Labdabirtoklás | Lövés | Kaput találtlövés | Ebből gól | Szöglet | Szabálytalanság | Sárga lap | Piros lap | Passz | Sikeres passz | Párharc | Megnyert párharc |
| ----------- | -------------- | ----- | ----------------- | --------- | ------- | --------------- | --------- | --------- | ----- | ------------- | ------- | ---------------- |
| Ferencváros | 1364 mp (45%)  | 16    | 4 (25%)           | 2 (50%)   | 7       | 16              | 2         | 0         | 326   | 275 (84%)     | 110     | 48 (44%)         |
| Vidi        | 1688 mp (55%)  | 18    | 6 (33%)           | 2 (33%)   | 3       | 18              | 3         | 0         | 413   | 344 (83%)     | 110     | 62 (56%)         |

- A Ferencváros a magyar bajnokságban 19 találkozó óta veretlen.
- A Fradi az Üllői úton továbbra sem kapott ki 2017. április közepe óta.
- Mind a két csapat veretlen még a bajnoki idényben, a Ferencváros március 3., a Vidi június 2. óta nem kapott ki az OTP Bank Ligában.
- A két csapat egymás elleni mérkőzésén 2013. december 8. óta először fordult elő, hogy mindkettő legalább két szerzett gólig jusson. Akkor a Ferencváros 3–2-re győzött a Sóstói Stadionban.
- A zöld-fehérek egymást követő két hazai bajnoki mérkőzésükön nyeretlenek maradtak, hasonlóra legutóbb másfél éve, 2017 áprilisában volt példa.
- Néhány hónapon belül másodszor fordult elő, hogy a Ferencváros kétgólos előnye után nem nyerte meg bajnoki mérkőzését. Így járt június elején Balmazújvárosban (3–3) is.
- A MOL Vidi harmadszor nem nyert a mostani bajnoki idényben, mind a háromszor hátrányba került, úgy egyenlített. Először egyenlített viszont kétgólos hátrányból.
- Sztefan Szpirovszki három gólt szerzett eddig az OTP Bank Ligában. A legutóbbi kettőt a Vidi ellen. Gólt szerzett tavaly decemberben, a Groupama Arénában 3–1-re megnyert mérkőzésen is.
- Lovrencsics Gergő a tizedik találatát érte el a magyar élvonalban, 2017. szeptember 30. óta először talált a kapuba.
- Boban Nikolov a mostani szezonban először szerzett bajnoki gólt, egyébként magyarországi pályafutása során ez volt a negyedik gólja az OTP Bank Ligában. A rangadó góljainak a felét macedón válogatottak érték el: Nikolov és Szpirovszki.
- Huszti Szabolcs volt a mérkőzés egyetlen gólszerzője, aki korábban szerzett már gólt ebben a bajnoki idényben. Amióta visszaszerződött Magyarországra, csak fővárosi csapatoknak lőtt gólt a bajnokságban: Újpest, Honvéd, Ferencváros.[46]

Komoly hagyományokra visszatekintő párharc a Budapest Honvéd és a Ferencváros rangadója, hiszen csak a kispestiek pályaválasztása mellett találkozott már 102 alkalommal a Honvéd és a Fradi. Igaz, a Kispest pályaválasztói joga ellenére az első öt „hazai” mérkőzésre az FTC otthonában került sor, majd 1921 októberében, a Sáfrány utcán volt először valódi hazai meccse a piros-feketéknek, amely 0–0-ra végződött. 1954-től kezdve a Népstadion adott otthont az összecsapásoknak, majd 1987-től kerültek vissza véglegesen a meccsek a csapatok tényleges otthonába. Ami pedig a legújabb időszakot illeti, 2016 tavaszán, Baráth bombájával és Vasziljevics góljával 2–1-re diadalmaskodott a Honvéd, majd 2017 tavaszán szintén 2–1-es győzelmet arattak Zsótér és Eppel góljaival, a zöldek találata Moutari nevéhez fűződik. Az eddigi utolsó rangadó 1–1-es döntetlent hozott. A vendégek gólját Blažič, a Honvédét Lanzafame szerezte. A Honvéd eddig 37 hazai győzelmet aratott.
| 8. forduló 2018. szeptember 15., szombat 19:30 (tv: M4 Sport) |

| Budapest Honvéd | 0 – 1               | Ferencváros                                   |
| --------------- | ------------------- | --------------------------------------------- |
| Batik 57'       | (0 – 1) Jegyzőkönyv | 16' (0–1) Petrjak 43' Szpirovszki 90' Petrjak |

| Új Hidegkuti Nándor stadion, Budapest Nézőszám: 3.579 Játékvezető: Erdős József (magyar) Asszisztensek: Albert István és Berettyán Péter |

- Ferencváros: Dibusz — Lovrencsics G., Blazic, Leandro , Heister — Sigér, Spirovski — Varga R. (Otigba  62'), Bőle (Csernik  88'), Petrjak — Lanzafame (Böde  73')
- Honvéd: Gróf — Batik, Kamber, Baráth — Heffler (Kukoc  74'), Nagy G., Pilík (Banó-Szabó  59'), Gazdag, Holender — Danilo, N'Gog (Tischler  64')

| Honvéd | Ferencváros |

A kezdés előtt egyperces gyászszünetet tartottak Géczi István emlékére, a Ferencváros olimpiai ezüstérmes kapusa szeptember 10-én, 74 évesen hunyt el. Az első félidőben a Honvéd bátran letámadta ellenfelét, a ferencvárosiak így jobbára a mezőnyben adogattak. A vendégek a 16. percben egy labdaszerzés után egy gyors kontrából vezetést szereztek: Sigér Dávid indította remekül a felezővonal környékéről a bal oldalról középre beinduló Petrjakot, aki a védők asszisztálása mellett néhány lépés után, 16 méterről szépen gurított el a kimozduló Gróf mellett a jobb alsóba; (0–1). A kispestiek mezőnyben egyenrangú partnerei voltak a ferencvárosiaknak, de a házigazdák előtt csak egy lehetőség adódott a gólszerzésre, akkor N'Gog előbb legyűrte Leandrót, lövése azonban elakadt Dibuszban. A második játékrészben fokozta a nyomást a vendéglátó, a Ferencváros beszorult a térfelére. A Honvéd fölénye azonban meddőnek bizonyult, Dibusznak nem kellett védenie. A hajrához közeledve cseréivel előbb a Honvéd, majd válaszként a Ferencváros váltott szerkezetet, de a játék képe és az eredmény sem változott. A Ferencváros - a mezőnyben egyedül - továbbra is veretlen, az éllovas két döntetlen mellett a hatodik sikerét könyvelte el.
| Csapat      | Labdabirtoklás | Lövés | Kaput találtlövés | Ebből gól | Szöglet | Szabálytalanság | Sárga lap | Piros lap | Passz | Sikeres passz | Párharc | Megnyert párharc |
| ----------- | -------------- | ----- | ----------------- | --------- | ------- | --------------- | --------- | --------- | ----- | ------------- | ------- | ---------------- |
| Honvéd      | 1651 mp (49%)  | 12    | 4 (33%)           | 0 (0%)    | 2       | 16              | 1         | 0         | 456   | 373 (82%)     | 187     | 91 (49%)         |
| Ferencváros | 1691 mp (51%)  | 10    | 1 (10%)           | 1 (100%)  | 1       | 14              | 2         | 0         | 521   | 436 (84%)     | 187     | 96 (51%)         |

- A Ferencváros a második helyezett elleni győzelemmel megerősítette a vezető helyét, előnye négy pont a továbbra is közvetlenül mögötte álló Honvéddal szemben.
- A zöld-fehérek idegenben eddig százszázalékosok. Sorozatban négy meccset nyertek már meg, ilyenre három éve nem volt példa.
- Az ukrán Petrjak eddig a szezon nagy felfedezettje, a negyedik góljánál tart, csak Danilo szerzett nála többet, Varga Rolanddal közösen áll a házi góllövőlista élén.
- Dibusz Dénes, illetve a Fradi 301 perce nem kapott vendégként gólt a bajnokságban.
- A két csapat legutóbbi tíz párharcában egy döntetlen és egy Honvéd-győzelem mellett nyolc ferencvárosi siker született.
- Supka Attila együttese harmadszor játszott pályaválasztóként a Hidegkuti Nándor Stadionban. Kétszer veszített, szerzett gól nélkül. Igaz, az ellenfél a bajnoki címvédő MOL Vidi és a listavezető Ferencváros volt.
- Az első négy fordulóban kilenc gólt szerző Budapest Honvéd a legutóbbi négy mérkőzéséből csak a Debrecennek tudott gólt lőni. Igaz, a Lokinak hármat.[48]

A Ferencváros a listavezető, az Újpest a hetedik helyen áll, de a vesztett pontokat tekintve csak a Honvéd és a MOL Vidi előzi meg a Fradin kívül. A zöld-fehérek továbbra is veretlenek a bajnoki szezonban, a lila-fehérek egyetlen vereségüket még az idény legelején, az MTK ellen otthon szenvedték el. Mind a két csapat hat gólt kapott eddig (az újpesti védelem egy mérkőzéssel kevesebben), ugyanakkor a Ferencváros háromszor annyi gólt szerzett, mint a riválisa. A két csapat párharcára évtizedek óta az a jellemző, hogy kimenetelét nem nagyon befolyásolja az aktuális bajnoki helyezés, mindazonáltal az Újpest legutóbb 2015 decemberében, azt megelőzően pedig 2010 áprilisában tudott bajnoki mérkőzést nyerni a Ferencváros vendégeként. Ez lesz a két csapat történetének 224. bajnoki összecsapása, a zöld-fehérek 102 sikerrel rendelkeznek, 61 döntetlen és 61 újpesti győzelem mellett.
| 9. forduló 2018. szeptember 29., szombat 19:30 (tv: M4 Sport) |

| Ferencváros                                   | 1 – 0               | Újpest        |
| --------------------------------------------- | ------------------- | ------------- |
| Lanzafame (1–0) 58' Leandro 38' Lanzafame 59' | (0 – 0) Jegyzőkönyv | 26' Litauszki |

| Groupama Aréna, Budapest Nézőszám: 20.675 Játékvezető: Andó-Szabó Sándor (magyar) Asszisztensek: Ring György és Georgiou Theodoros |

- Ferencváros: Dibusz — Lovrencsics G., Blažič, Leandro , Heister — Sigér, Szpirovszki — Varga R. (Frimpong  87'), Bőle (Böde  79'), Petrjak — Lanzafame (Gorriarán  76') • Fel nem használt cserék: Holczer (kapus), Finnbogason, Rodríguez, Koch • Vezetőedző: Szerhij Rebrov
- Újpest: Pajovics — Pauljevics, Bojovics, Litauszki , Burekovics — Nwobodo, Szankovics (Balázs  76'), Onovo, Beridze (Lukács  63') — Zsótér — Novothny • Fel nem használt cserék: Gundel-Takács (kapus), Szűcs, Cseke, Horj • Vezetőedző: Nebojsa Vignyevics

| Ferencváros | Újpest |

A kezdőrúgás előtt Géczi Istvánra, a Ferencváros legendás kapusára emlékeztek, aki több mint ötszáz mérkőzésen védte a zöld-fehérek kapuját, és tagja volt az 1965-ban VVK-győztes csapatnak is. A két szurkolótábor gyönyörű, az egész stadiont elborító élőképpel fogadta a csapatokat. A Ferencváros azonnal nekiesett riválisának és Davide Lanzafame révén már a negyedik percben helyzetbe került. A lendület ugyanakkor gyorsan alábbhagyott, az első félidő jelentős részét rengeteg, a szurkolókat is bosszantó technikai hiba és eladott labda jellemezte, emiatt nem igazán alakult ki folyamatos játék. A legnagyobb lehetőséget a lila-fehérek dolgozták ki a 37. percben, gyakorlatilag az első értékelhető újpesti támadás fejeződhetett volna be góllal, de Dibusz Dénes lábbal hárította Zsótér Donát közeli próbálkozását. A fordulást követően is a hazaiak irányították a mérkőzést, és az 58. percben góllá érett a fölényük: Bőle bal oldali beadása nagyon üresen találja középen Davide Lanzafamét, aki jobbal, 14 méterről félmagasan a bal sarokba nyeste a labdát; (1–0). Az Újpest hátrányban sem tudott újítani, szinte csak a vendég térfélen zajlott a játék. Böde Dániel a pályára lépését követő első labdaérintésből helyzetbe került, de nem tudta lezárni az összecsapást. Az újpestiek a hajrában sem jelentették veszélyt a hazaiak kapujára, így a Ferencváros magabiztosan tartotta otthon a három pontot.
| Csapat      | Labdabirtoklás | Lövés | Kaput találtlövés | Ebből gól | Szöglet | Szabálytalanság | Sárga lap | Piros lap | Passz | Sikeres passz | Párharc | Megnyert párharc |
| ----------- | -------------- | ----- | ----------------- | --------- | ------- | --------------- | --------- | --------- | ----- | ------------- | ------- | ---------------- |
| Ferencváros | 1487 mp (48%)  | 19    | 12 (63%)          | 1 (8%)    | 11      | 18              | 2         | 0         | 477   | 383 (80%)     | 168     | 85 (51%)         |
| Újpest      | 1598 mp (52%)  | 3     | 1 (33%)           | 0 (0%)    | 1       | 23              | 1         | 0         | 452   | 354 (78%)     | 168     | 83 (49%)         |

- A Ferencváros továbbra is veretlen a bajnokságban, legutóbb 2015 őszén várhatta a tizedik fordulót vereség nélkül.
- Szerhij Rebrov irányításával négy bajnoki mérkőzést játszott eddig a listavezető, a MOL Vidi elleni hazai 2-2 mellett a további három meccset mind kivétel nélkül 1-0-ra megnyerte.
- Davide Lanzafame augusztus 11. óta először szerzett gólt a bajnokságban. Tavaly ősszel, természetesen még a Budapest Honvéd színeiben, két bajnoki meccsen is lőtt gólt a lila-fehéreknek. 2016 őszén is bevette az Újpest kapuját. Még soha nem veszített bajnoki mérkőzést Nebojsa Vignjevics csapata ellen.
- A két csapat legutóbbi hat egymás elleni összecsapásából az Újpesten ötön nem tudott gólt szerezni.
- A lila-fehérek az idényben először kaptak ki vendégként bajnoki találkozón.
- Az újpestiek csak fővárosi csapattól kaptak ki eddig az OTP Bank Liga 2018–2019-es idényében, az első fordulóban az MTK győzte le őket.
- Nebojsa Vignyevics együttese az utóbbi időben kevés gólt hozó mérkőzéseket játszik. Az elmúlt hat fordulóban egyetlen mérkőzésén sem szerzett egyik csapat sem legalább két gólt.[50]

A Ferencváros jelenleg magabiztosan, 23 ponttal vezeti az OTP Bank Ligát, előnyük nyolc pont a második helyen álló Budapest Honvéd előtt, és tíz az aktuális vendégcsapattal, a Lokival szemben. Az idei szezonban még veretlenek, a kilenc meccsből hetet megnyertek, kétszer döntetlent játszottak. A Fradi a legutóbbi fordulóban telt ház előtt 1–0-ra győzte le az ősi rivális Újpestet. Hiányzó játékosok: a hazaiaknál Botka (csípőműtét után), Lovrencsics Balázs (térdműtét után) és Moutari (hasfalhúzódás) sérült, a vendégeknél Tabakovics (térdszalag-szakadás), Avdijaj (izomszakadás), Filip (térdműtét után lábadozik), Mészáros (izomsérülés) és Čikoš (betegség) maródi. A Fradi és a Loki 91. alkalommal csap össze hétvégén, a mérleg 40 fővárosi és 26 debreceni siker a 24 döntetlen mellett. A gólarány 140–98 a ferencvárosiak javára.
| 10. forduló (1365. élvonalbeli mérkőzés) 2018. október 6., szombat 19:30 (tv: M4 Sport) |

| Ferencváros                                                            | 2 – 2               | Debrecen                                                                               |
| ---------------------------------------------------------------------- | ------------------- | -------------------------------------------------------------------------------------- |
| Lanzafame (1–1) 48' Lanzafame (2–2) 82' Heister 24′, 30′ Lanzafame 51' | (0 – 1) Jegyzőkönyv | 20' (0–1) Takács 74' (1–2) Szécsi 10' Bódi 41' Csősz 69' Szécsi 83' Nagy S. 90' Kinyik |

| Groupama Aréna, Budapest Nézőszám: 8.911 Játékvezető: Iványi Zoltán (magyar) Asszisztensek: Tóth II. Vencel és Lémon Oszkár |

- Ferencváros: Dibusz — Lovrencsics G., Blažič, Leandro , Heister — Szpirovszki (Böde  80'), Sigér — Varga R. (Csernik  80'), Bőle, Petrjak — Lanzafame (Finnbogason  88') • Fel nem használt cserék: Holczer (kapus), Takács, Rodríguez, Koch • Vezetőedző: Szerhij Rebrov
- Debrecen: Nagy S. — Kusnyír, Kinyik, Pávkovics, Barna — Varga K. (Szatmári  85'), Csősz, Haris, Bódi  (Bereczki  61') — Takács (Könyves  65'), Szécsi • Fel nem használt cserék: Košický (kapus), Tőzsér, Ferenczi, Jovanovics • Vezetőedző: Herczeg András

| Ferencváros | Debrecen |

Tempós iramban kezdődött a mérkőzés, amelyen a vendégcsapat kezdett el előbb veszélyesebben futballozni, így nem keltett meglepetést, amikor a 20. percben megszerezte a vezetést: Varga Kevin jobb oldali beadása rossz, de Bódi a túloldalról visszakanyarintotta középre a labdát, a bal sarok elől, egy lépésről, a késlekedő Dibusz, Leandro páros közül Takács Tamás jobbal félmagasan a kapu rövid sarkába lőtt; (0–1). A kapott gól után azonnal nagyobb sebességi fokozatba kapcsolt a Ferencváros, és lendületét az sem törte meg, hogy létszámban megfogyatkozott: Marcel Heister nyolc perc alatt gyűjtött be két sárga lapot. A szünet előtt sorra alakította ki a gólhelyzeteket a házigazda, de az eredmény nem változott. A debreceni csapat beszorult a saját tizenhatosának környékére, kapusuk, Nagy Sándor kétszer is bravúrral védett. A 48. percben egyenlített a Ferencváros: Varga Roland adott be jobbal balról egy szabadrúgást, a Kinyiket megelőző Davide Lanzafame középről, két méterről a jobb alsó sarokba fejelte a labdát, Nagy a gólvonalon ragadt, az olasz előtt elesett a kézzel meglökött Haris; (1–1). A Fradi továbbra is támadásban maradt, és kapura is veszélyes tudott lenni. A létszámfölényben lévő vendégek inkább kontráztak, és a nyomasztó hazai mezőnyfölény ellenére az egyik ilyen akciójuk végén, a 74. percben ismét előnyhöz jutottak: Varga Kevin remek passzát jobbal az ötös jobb sarka elől a túloldali kapufa tövére pörgette Könyves, a kipattanó Szécsi Márké, aki jobbal tíz méterről, középről a bal felső sarokba lőtt; (1–2). Lanzafame azonban másodszor is egyenlített: a 82. percben Bőle bal oldali szöglete után Haris ismét elvágódott, könnyen megadta magát, az olasz csatár, Davide Lanzafame lekezelte a labdát, majd tíz méterről, középről ballal, a jobb alsó sarokba lőtt; (2–2). Így a tabella éllovasa kiharcolta a döntetlent. A Ferencváros sorozatban 22. bajnoki mérkőzésén maradt veretlen, az NB I-ben pályaválasztóként immár 26 találkozó óta nem szenvedett vereséget.
| Csapat      | Labdabirtoklás | Lövés | Kaput találtlövés | Ebből gól | Szöglet | Szabálytalanság | Sárga lap | Piros lap | Passz | Sikeres passz | Párharc | Megnyert párharc |
| ----------- | -------------- | ----- | ----------------- | --------- | ------- | --------------- | --------- | --------- | ----- | ------------- | ------- | ---------------- |
| Ferencváros | 2307 mp (68%)  | 25    | 8 (32%)           | 2 (25%)   | 10      | 10              | 1         | 1         | 652   | 562 (86%)     | 141     | 76 (54%)         |
| Debrecen    | 1062 mp (32%)  | 8     | 3 (38%)           | 2 (66%)   | 2       | 20              | 5         | 0         | 280   | 210 (75%)     | 141     | 65 (46%)         |

- A Ferencváros a 32. perctől tíz emberrel játszott Heister kiállítása miatt.
- A listavezető egymást követő 22. bajnoki mérkőzésén maradt veretlen, az OTP Bank Ligában pályaválasztóként 26 találkozó óta nem szenvedett vereséget.
- Davide Lanzafame átvette a vezetést a góllövőlistán. Hatodik találatánál tart. Az olasz csatár 2016 őszén két, 2017-ben hét góllal állt a tizedik forduló után.
- A két csapat legutóbbi hat egymás elleni mérkőzéséből öt döntetlenre végződött.
- A Ferencváros a legutóbbi négy hazai bajnoki mérkőzéséből csak egyet, az Újpest elleni derbit tudta megnyerni.
- A DVSC legutóbbi nyolc bajnoki góljából hatot Takács Tamás szerzett.
- Május 5. óta először szerzett a DVSC idegenbeli bajnoki mérkőzésen két gólt.[52]

| 11. forduló 2018. október 20., szombat 19:30 (tv: M4 Sport) |

| Puskás Akadémia      | 1 – 0               | Ferencváros |
| -------------------- | ------------------- | ----------- |
| Hegedűs J. (1–0) 20' | (1 – 0) Jegyzőkönyv |             |

| Pancho Aréna, Felcsút Nézőszám: 3.838 Játékvezető: Solymosi Péter (magyar) Asszisztensek: Szert Balázs és Varga Zsolt |

- Ferencváros: Dibusz — Lovrencsics G., Leandro, Blažič, Koch — Petrjak, Szpirovszki (Rodríguez  74'), Sigér, Bőle (Finnbogason  szünetben), Varga R. — Böde  • Vezetőedző: Szerhij Rebrov
- Puskás Akadémia: Danilovics — Szolnoki , Hegedűs J., Poór — Osváth, Urblík (Zsidai  90+4'), Varga J., Mioc, Balogh B. — Radó A. (Vlasko  79'), Arabuli (Heris  89') • Vezetőedző: Benczés Miklós

| Puskás Ak. | Ferencváros |

| Csapat          | Labdabirtoklás | Lövés | Kaput találtlövés | Ebből gól | Szöglet | Szabálytalanság | Sárga lap | Piros lap | Passz | Sikeres passz | Párharc | Megnyert párharc |
| --------------- | -------------- | ----- | ----------------- | --------- | ------- | --------------- | --------- | --------- | ----- | ------------- | ------- | ---------------- |
| Puskás Akadémia | 1304 mp (37%)  | 9     | 3 (33%)           | 1 (33%)   | 3       | 8               | 0         | 0         | 315   | 225 (71%)     | 145     | 63 (43%)         |
| Ferencváros     | 2269 mp (63%)  | 20    | 4 (20%)           | 0 (0%)    | 4       | 16              | 0         | 0         | 677   | 572 (84%)     | 145     | 82 (57%)         |

- A felcsúti együttes három győzelmet szerzett eddig a bajnoki idényben, megverte a 2018-as és a 2017-es bajnokot, a MOL Vidit és a Bp. Honvédot, s most a 2016-ost, s egyben a listavezetőt, a Ferencvárost.
- A Puskás Akadémia a legutóbbi négy fordulóban kilenc pontot szerzett, ebben a szakaszban ennél többet senki sem gyűjtött. Ugyancsak háromszor nyert egy vereség mellett a MOL Vidi, az Újpest és a Paks.
- A sárga-kékek egymást követő harmadik hazai meccsüket nyerték meg, ilyenre csak egyszer volt példa korábban, 2014. október 3-án.
- Hegedűs János hatvan méterről lőtt a kapuját elhagyó Dibusz Dénes hálójába. A védő a negyedik góljánál tart az élvonalban, ezekből hármat fővárosi csapatnak rúgott.
- A Ferencváros először szenvedett vereséget a mostani bajnoki idényben, elveszítette március 3. óta őrzött veretlenségét.
- A fentiből következően Szerhij Rebrov először veszített meccset Magyarországon.
- A zöld-fehérek sorozatban a negyedik mérkőzésükön nem tudtak nyerni a rendes játékidőben a Puskás Akadémia vendégeként (egyszer hosszabbításban továbbjutottak a Magyar Kupában).[54]

### Második kör
A Ferencváros először vendégeskedik az új diósgyőri stadionban, várhatóan tekintélyes számú publikum előtt lép majd pályára. Legutóbb, tavasszal, Debrecenben, pályaválasztóként nyert a DVTK a zöld-fehérek ellen. Az elmúlt hetekben egyik csapat sem szerepelt jól, noha a tabellán óriási a különbség köztük, a zöld-fehérek továbbra is listavezetők, a borsodiak pedig a tizenegyedik, utolsó előtti helyen állnak. A Ferencváros a legutóbbi két mérkőzésén csak egy pontot szerzett. Talán kevesebb figyelmet kapott az utóbbi időben, mert a csapat magabiztosan vezeti a táblázatot, hogy Rebrovval csak a bajnoki meccsek felét nyerte meg eddig a Ferencváros. Idegenben a legutóbbi fordulóban, Felcsúton veszített először pontot.
| 12. forduló 2018. október 27., szombat 17:00 (tv: M4 Sport) |

| Diósgyőr                                                 | 1 – 4               | Ferencváros                                                                                            |
| -------------------------------------------------------- | ------------------- | --- |
| Mihajlovics (1–4) 71' (11-esből) Márkvárt 14' Vernes 46' | (0 – 3) Jegyzőkönyv | 26' (0–1) Böde 37' (0–2) Böde 39' (0–3) Szpirovszki 47' (0–4) Böde 19' Petrjak 66' Heister 71' Leandro |

| DVTK-stadion, Diósgyőr Nézőszám: 7.768 Játékvezető: Berke Balázs (magyar) Asszisztensek: Georgiou Theodoros és Horváth Róbert |

- Ferencváros: Dibusz — Lovrencsics G., Blažič, Leandro, Heister — Szpirovszki, Sigér — Bőle (Csernik  81'), Lanzafame, Petrjak (Varga R.  52') — Böde  (Gorriarán  66') • Fel nem használt cserék: Holczer (kapus), Takács, Finnbogason, Rodríguez • Vezetőedző: Szerhij Rebrov
- Diósgyőr: Antal  — Brkovics, Karan, Tamás M. — Sesztakov, Tóth Barnabás (Bacsa  szünetben), Márkvárt (Mazalović  79'), Tajti, Juhar — Mihajlovics, Vernes (Hasani  55') • Fel nem használt cserék: Radoš (kapus), Nagy, Szabó B., Polgár • Vezetőedző: Fernando Fernandez

| Diósgyőr | Ferencváros |

| Csapat      | Labdabirtoklás | Lövés | Kaput találtlövés | Ebből gól | Szöglet | Szabálytalanság | Sárga lap | Piros lap | Passz | Sikeres passz | Párharc | Megnyert párharc |
| ----------- | -------------- | ----- | ----------------- | --------- | ------- | --------------- | --------- | --------- | ----- | ------------- | ------- | ---------------- |
| Diósgyőr    | 1686 (47%)     | 16    | 3 (18.75%)        | 1 (33.6%) | 4       | 11              | 2         | 0         | 466   | 387 (83%)     | 168     | 79 (47%)         |
| Ferencváros | 1867 mp (53%)  | 15    | 6 (40%)           | 4 (66.7%) | 9       | 11              | 3         | 0         | 530   | 455 (85.8%)   | 168     | 90 (54%)         |

A Ferencváros rögtön nyomás alá helyezte a diósgyőriek kapuját, egymás után vezette támadásait. Negyedóra elteltével valamelyest összeszedték magukat a hazaiak, de továbbra is a vendégcsapat játszott fölényben. A 26. percben vezetést szereztek a vendégek: Heister bal oldalról érkező lapos beadását Antal kiütötte éppen Böde Dániel fejére, ahonnan a hálóba pattant a labda; (0–1). A diósgyőriek is eljutottak ellenfelük kapujáig, sőt könnyen egyenlíthettek is volna, helyzetkihasználásban azonban az FTC sokkal jobb volt. A 37. percben már kettővel vezetett a Fradi: a vendégek szöglete után a beadást a hazaiaknak sikerült tisztázni, azonban Böde Dánielhez került a labda, aki jobbról, az alapvonaltól 15 méterre lövésre szánta el magát, és laposan a hosszú alsó sarokba lőtt; (0–2). Két perccel később pedig már hárommal vezettek a fővárosiak: a 39. percben újabb jobb oldali vendég szöglet, ami a beadás után megült a földön a kapu előterében, leggyorsabban Sztefan Szpirovszki eszmélt, és közelről a hálóba lőtt; (0–3). A pihenőt követően nem sokkal Böde már mesterhármasnál tartott: a 47. percben Lanzafame kapott üresen labdát a 16-os bal oldalán, ahonnan középre gurított, és az érkező Böde Dániel közelről az üres kapuba lőtt; (0–4). Hiába birtokolta ezután a korábbinál többet a labdát a DVTK, sokáig nem vezetett eredményre az erőfeszítése. Aztán egy szögletnél Leandro kézzel tisztázott a fejelni készülő Branko Mihajlovics elől, a büntetőt pedig utóbbi magabiztosan értékesítette; (1–4). A folytatásban is élénk maradt az iram, mindkét oldalon akadt gólszerzési lehetőség, de már nem változott az eredmény, így a jobban és főleg hatékonyabban játszó FTC simán érvényesítette a papírformát.
| 13. forduló 2018. november 3., szombat 19:30 (tv: M4 Sport) |

| Ferencváros                      | 2 – 0               | MTK Budapest |
| -------------------------------- | ------------------- | ------------ |
| Bőle 24' Sigér 24' Lanzafame 49' | (2 – 0) Jegyzőkönyv |              |

| Groupama Aréna, Budapest Játékvezető: Andó-Szabó Sándor (magyar) Asszisztensek: Szert Balázs és Márkus Tamás |

- Ferencváros: Dibusz — Lovrencsics G., Blažič, Leandro, Heister — Szpirovszki (Frimpong  85'), Sigér — Bőle (Varga R.  83'), Lanzafame, Petrjak — Böde  (Gorriarán  66') • Fel nem használt cserék: Holczer (kapus), Takács, Finnbogason, Rodríguez, Csernik • Vezetőedző: Szerhij Rebrov
- MTK Bp.: Kicsak — Gengeliczki (Farkas II B.  65'), Pintér, Balogh, Baki — Schäfer, Bognár I. (Vass P.  75'), Vass Á., Kanta J. ,Gera D. — Torghelle (Lencse  68') • Fel nem használt cserék: Szelin (kapus), Vogyicska, Kulcsár T., Horváth L. • Vezetőedző: Feczkó Tamás

| Ferencváros | MTK |

| Csapat      | Labdabirtoklás | Lövés | Kaput találtlövés | Ebből gól | Szöglet | Szabálytalanság | Sárga lap | Piros lap | Passz | Sikeres passz | Párharc | Megnyert párharc |
| ----------- | -------------- | ----- | ----------------- | --------- | ------- | --------------- | --------- | --------- | ----- | ------------- | ------- | ---------------- |
| Ferencváros | 1672 mp (52%)  | 16    | 9 (56.25%)        | 2 (22.3%) | 6       | 16              | 1         | 0         | 484   | 410 (84.7%)   | 107     | 55 (51%)         |
| MTK         | 1565 mp (48%)  | 5     | 0 (0%)            | 0 (0%)    | 5       | 17              | 1         | 0         | 501   | 428 (85.4%)   | 107     | 52 (49%)         |

- A Ferencváros immár 27 hazai bajnoki mérkőzésen veretlen.
- A zöld-fehérek negyedszer győztek hazai bajnokin az őszi idényben, három döntetlen mellett.
- Szeptember vége óta először győzött a listavezető két egymást követő bajnokin.
- Bőle Lukács a második gólját érte el a bajnoki szezonban, mindkettőt az MTK-nak lőtte. Élvonalbeli pályafutása során először szerzett egy bajnoki évben két gólt is.
- Sigér Dávid az OTP Bank Ligában legutóbb még a Balmazújváros játékosaként ért el gólt, 2017 novemberében. Új klubjában az első bajnoki gólt korábbi edzője csapatának lőtte: Sigér Dávid Feczkó Tamással jutott fel 2017 tavaszán az élvonalba, a Balmazújváros csapatkapitányaként.
- Az MTK másodszor veszített idegenbeli bajnoki mérkőzést az OTP Bank Liga 2018-as őszi idényében, korábban Pakson kapott ki.
- A kék-fehérek szeptember 15. óta először veszítettek bajnoki meccset.[57]

| 14. forduló 2018. november 10., szombat 19:30 |

| Swietelsky Haladás | 1 – 0               | Ferencváros |
| ------------------ | ------------------- | ----------- |
| Gaál               | (0 – 0) Jegyzőkönyv |             |

| Haladás Sportkomplexum, Szombathely Nézőszám: 8 294 Játékvezető: Farkas Ádám (magyar) Asszisztensek: Ring György és Tóth Vencel |

| 15. forduló 2018. november 24., szombat 17:00 |

| Ferencváros             | 2 – 0               | Kisvárda Master Good |
| ----------------------- | ------------------- | -------------------- |
| Frimpong 21' Blažič 33' | (2 – 0) Jegyzőkönyv |                      |

| Groupama Aréna, Budapest Nézőszám: 7 543 Játékvezető: Vad II István (magyar) Asszisztensek: Huszár Balázs és Bornemissza Norbert |

| 16. forduló 2018. december 1., szombat 19:30 |

| Paks | 0 – 3               | Ferencváros                   |
| ---- | ------------------- | ----------------------------- |
|      | (0 – 2) Jegyzőkönyv | Böde 16' Blažič 26' Varga 67' |

| Fehérvári úti stadion, Paks Nézőszám: 1 916 Játékvezető: Erdős József (magyar) Asszisztensek: Varga Zsolt és Márkus Tamás |

| 17. forduló 2018. december 8., szombat 17:00 |

| Ferencváros                          | 3 – 2               | Mezőkövesd–Zsóry       |
| ------------------------------------ | ------------------- | ---------------------- |
| Lanzafame 1' Lanzafame 79' Varga 88' | (1 – 0) Jegyzőkönyv | 83' Cseri 90+1' Vadnai |

| Groupama Aréna, Budapest Nézőszám: 7 054 Játékvezető: Andó-Szabó Sándor (magyar) Asszisztensek: Georgiou Theodoros és Király Zsolt |

| 18. forduló 2018. december 15., szombat 20:15 |

| MOL Vidi                | 2 – 1               | Ferencváros |
| ----------------------- | ------------------- | ----------- |
| Hodžić 30' Šćepović 66' | (1 – 2) Jegyzőkönyv | 34' Petrjak |

| MOL Aréna Sóstó, Székesfehérvár Nézőszám: 6 442 Játékvezető: Erdős József (magyar) Asszisztensek: Tóth II. Vencel és Buzás Balázs |

| 19. forduló 2019. február 2. 19:30 |

| Ferencváros     | 1 – 0               | Budapest Honvéd |
| --------------- | ------------------- | --------------- |
| Böde Dániel 83' | (0 – 0) Jegyzőkönyv |                 |

| Groupama Aréna, Budapest Nézőszám: 10 027 Játékvezető: Berke Balázs (magyar) Asszisztensek: Ring György és Szert Balázs |

| 20. forduló 2019. február 9. 19:30 |

| Újpest      | 1 – 1               | Ferencváros |
| ----------- | ------------------- | ----------- |
| Simon 90+3' | (0 – 1) Jegyzőkönyv | 11' Varga   |

| Szusza Ferenc Stadion, Budapest Nézőszám: 8 719 Játékvezető: Farkas Ádám (magyar) Asszisztensek: Albert István és Berettyán Péter |

| 21. forduló 2019. február 16. 14:00 |

| Debrecen                          | 2 – 1               | Ferencváros |
| --------------------------------- | ------------------- | ----------- |
| Tőzsér 83' (11-esből) Zsóri 90+3' | (0 – 1) Jegyzőkönyv | 30' Dvali   |

| Nagyerdei stadion, Debrecen Nézőszám: 7 002 Játékvezető: Berke Balázs (magyar) Asszisztensek: Ring György és Vígh-Tarsonyi Gergő |

| 22. forduló 2019. február 23. 17:00 |

| Ferencváros                                          | 4 – 0               | Puskás Akadémia |
| ---------------------------------------------------- | ------------------- | --------------- |
| Gorriarán 47' Petrjak 49' Nguen 58' Szihnevics 90+2' | (0 – 0) Jegyzőkönyv |                 |

| Groupama Aréna, Budapest Nézőszám: 6 771 Játékvezető: Farkas Ádám (magyar) Asszisztensek: Albert István és Szert Balázs |

### Harmadik kör
| 23. forduló 2019. március 2. 19:30 |

| Ferencváros | 7 – 0               | Diósgyőr |
| --- | ------------------- | -------- |
| Gorriarán 27' Varga 32' (11-esből) Szihnevics 42' Varga 56' Szihnevics 59' Lanzafame 83' (11-esből) Lanzafame 86' | (3 – 0) Jegyzőkönyv |          |

| Groupama Aréna, Budapest Nézőszám: 9 437 Játékvezető: Bognár Tamás (magyar) Asszisztensek: Berettyán Péter és Georgiou Theodoros |

| 24. forduló 2019. március 9. 19:30, (tv:M4 Sport) 215. örökrangadó |

| MTK Budapest          | 1 – 3               | Ferencváros                                                                     |
| --------------------- | ------------------- | ------------------------------------------------------------------------------- |
| Gera 77' Bidzilya 23' | (0 – 3) Jegyzőkönyv | 5' Varga R. 29' Lanzafame 42' Lanzafame 11' Petrjak 89' Bőle 90' Lovrencsics G. |

| Új Hidegkuti Nándor Stadion, Budapest Nézőszám: 4 587 Játékvezető: Pintér Csaba (magyar) Asszisztensek: Szert Balázs és Szalai Balázs |

| MTK | Ferencváros |

| Csapat      | Labdabirtoklás | Lövés | Kaput találtlövés | Ebből gól  | Szöglet | Szabálytalanság | Sárga lap | Piros lap | Passz | Sikeres passz | Párharc | Megnyert párharc |
| ----------- | -------------- | ----- | ----------------- | ---------- | ------- | --------------- | --------- | --------- | ----- | ------------- | ------- | ---------------- |
| MTK         | 1519 mp (44%)  | 12    | 4 (33%)           | 1 (25%)    | 5       | 15              | 1         | 0         | 472   | 407 (86%)     | 96      | 43 (45%)         |
| Ferencváros | 1946 mp (56%)  | 14    | 7 (50%)           | 3 (42,86%) | 3       | 18              | 3         | 0         | 616   | 543 (88%)     | 96      | 53 (55%)         |

| 25. forduló 2019. március 16. 17:00 |

| Ferencváros                          | 2 – 0               | Swietelsky Haladás                               |
| ------------------------------------ | ------------------- | ------------------------------------------------ |
| Lovrencsics G. 70' Sigér 78' Leo 56' | (0 – 0) Jegyzőkönyv | 26' Dausvili 51' Tamás 70′ Király 90+1' Bamgboye |

| Groupama Aréna, Budapest Nézőszám: 7 865 Játékvezető: Karakó Ferenc (magyar) Asszisztensek: Márkus Tamás és Bornemissza Norbert |

| 26. forduló 2019. március 30. 17:00 |

| Kisvárda Master Good            | 0 – 1               | Ferencváros                                         |
| ------------------------------- | ------------------- | --------------------------------------------------- |
| Lucas 15' Pavlo 60′ Bériosz 77' | (0 – 0) Jegyzőkönyv | 48' Szihnevics 54' Isael 59' Szihnevics 71' Heister |

| Várkerti Stadion, Kisvárda Nézőszám: 3 331 Játékvezető: Iványi Zoltán (magyar) Asszisztensek: Medovarszki János és Szalai Dániel |

| Kisvárda | Ferencváros |

| 27. forduló 2019. április 6. 17:00, (tv:M4 Sport) |

| Ferencváros                              | 3 – 0               | Paks                                    |
| ---------------------------------------- | ------------------- | --------------------------------------- |
| Lenzsér 1' Tokmac 50' Böde 79' Isael 63' | (1 – 0) Jegyzőkönyv | 52′ Simon An. 21' Windecker 33' Könyves |

| Groupama Aréna, Budapest Nézőszám: 9 673 Játékvezető: Bogár Gergő (magyar) Asszisztensek: Szert Balázs és Farkas Balázs |

| Ferencváros | Paks |

| Csapat      | Labdabirtoklás | Lövés | Kaput találtlövés | Ebből gól | Szöglet | Szabálytalanság | Sárga lap | Piros lap | Passz | Sikeres passz | Párharc | Megnyert párharc |
| ----------- | -------------- | ----- | ----------------- | --------- | ------- | --------------- | --------- | --------- | ----- | ------------- | ------- | ---------------- |
| Ferencváros | 1833 (62%)     | 16    | 7 (43.75%)        | 3 (42.9%) | 8       | 24              | 1         | 0         | 501   | 436 (87%)     | 180     | 81 (45%)         |
| Paks        | 1147 mp (38%)  | 9     | 0 (0%)            | 0 (0%)    | 2       | 12              | 2         | 1         | 359   | 290 (80.7%)   | 180     | 99 (55%)         |

| 28. forduló 2019. április 13., szombat 17:00 (M4 Sport) |

| Mezőkövesd–Zsóry                                                     | 1 – 2               | Ferencváros                                     |
| -------------------------------------------------------------------- | ------------------- | ----------------------------------------------- |
| Drazsics 17' Cseri 38' Molnár G. 87' Koszta M. 90+3' Iszlai B. 90+4' | (1 – 0) Jegyzőkönyv | 48' Dvali 80' Bőle 51' Tokmac 56' Leo 89' Isael |

| Városi stadion, Mezőkövesd Nézőszám: 3 000 Játékvezető: Farkas Ádám (magyar) Asszisztensek: Király Krisztián és Huszár Balázs |

| Mezőkövesd | Ferencváros |

| Csapat      | Labdabirtoklás | Lövés | Kaput találtlövés | Ebből gól | Szöglet | Szabálytalanság | Sárga lap | Piros lap | Passz | Sikeres passz | Párharc | Megnyert párharc |
| ----------- | -------------- | ----- | ----------------- | --------- | ------- | --------------- | --------- | --------- | ----- | ------------- | ------- | ---------------- |
| Mezőkövesd  | 1207 mp (40%)  | 10    | 5 (50%)           | 1 (20%)   | 1       | 11              | 4         | 0         | 345   | 287 (83%)     | 137     | 75 (55%)         |
| Ferencváros | 1829 mp (60%)  | 19    | 7 (37%)           | 2 (29%)   | 11      | 13              | 2         | 0         | 517   | 440 (85%)     | 137     | 62 (45%)         |

| 29. forduló 2019. április 20. 19:30, (M4 Sport) |

| Ferencváros                                                        | 4 – 1               | MOL Vidi                              |
| ------------------------------------------------------------------ | ------------------- | ------------------------------------- |
| Tokmac 6' Haratyin 51' Lanzafame 67' Lanzafame 90+1' Lanzafame 68' | (1 – 1) Jegyzőkönyv | 21' Nego 10′, 45′ Hadžić 65' Vinícius |

| Groupama Aréna, Budapest Nézőszám: 16 127 Játékvezető: Berke Balázs (magyar) Asszisztensek: Szert Balázs és Kóbor Péter |

| Ferencváros | MOL Vidi |

| 30. forduló 2019. április 27. 19:30, (tv:M4 Sport) |

| Budapest Honvéd                | 3 – 2               | Ferencváros                                                 |
| ------------------------------ | ------------------- | ----------------------------------------------------------- |
| Uzoma 36' Ben-Hatira 62' • 76' | (1 – 0) Jegyzőkönyv | 54' Haratyin 73' Nguen 33' Leo 57' Lovrencsics G. 65' Isael |

| Új Hidegkuti Nándor Stadion, Budapest Nézőszám: 3 090 Játékvezető: Iványi Zoltán (magyar) Asszisztensek: Ring György és Berettyán Péter |

| 31. forduló 2019. május 4. 19:30, (tv:M4 Sport) |

| Ferencváros                                                             | 2 – 1               | Újpest                                                                         |
| ----------------------------------------------------------------------- | ------------------- | ------------------------------------------------------------------------------ |
| Varga R. 22' Lanzafame 50' Lanzafame 74' Gorriarán 90+3' Haratyin 90+5' | (1 – 1) Jegyzőkönyv | 39' Nagy D. 21' Nagy D. 45' Risztevszki 89' Zsótér 90+5' Onovo 90+7' Litauszki |

| Groupama Aréna, Budapest Nézőszám: 20 057 Játékvezető: Andó-Szabó Sándor (magyar) Asszisztensek: Szert Balázs és Szalai Balázs |

| 32. forduló 2019. május 11. 19:30 (tv: M4 Sport) |

| Ferencváros                                                                               | 2 – 1               | Debreceni VSC                                |
| ----------------------------------------------------------------------------------------- | ------------------- | -------------------------------------------- |
| Isael (1–0) 13' Varga R. (2–1) 56' Frimpong 23' Lovrencsics G. 29' Heister 79' Dibusz 90' | (1 – 1) Jegyzőkönyv | 41' (1–1) Pávkovics 84' Csősz 90+3' Szatmári |

| Groupama Aréna, Budapest Nézőszám: 10 857 Játékvezető: Pintér Csaba (magyar) Asszisztensek: Király Krisztián és Márkus Tamás |

| Ferencváros | Debrecen |

A vendégek kezdték motiváltabban a mérkőzést, próbálták merész letámadással megzavarni a már bajnok Fradit labdajáratását. A bátor játék azonban nem vezetett eredményre, a 13. percben megszerezte a vezetést a Ferencváros: Lovrencsics beadását Szihnevics gurította Isael elé, aki jobbról, éles szögből, négy méterről, a debreceni kapus feje fölött a túlsó felső sarokba rúgta; Ferenczi lemaradt, Szatmári későn ért oda a szélsőhöz; (1–0). A gól megzavarta a vendégeket, a csapatösszhang kissé megsínylette a korai hátrányba kerülést, ám az első félidő hajrájára komoly helyzetekkel feledtették a korábbi nehézségeket: előbb Bódi alakított ki ajtó-ablak helyzetet Ferenczinek, majd a 41. percben ki is egyenlítettek a debreceniek: Bódi jobblábas, bal oldali szögletét Pávkovics Bence a rövid sarok elől, két lépésről, Szihnevics, Botka és Lovrencsics közül fejjel, a Fradi kapusa, Dibusz feje fölött a bal alsó sarokba csúsztatta; (1–1). A DVSC át tudta menteni a lendületét a második félidőre, több szép támadást is vezettek, ám az 56. percben szinte a semmiből ismét vezetést szereztek a zöld-fehérek: Isael remek indítását Varga Roland jobbal az ötös jobb sarka elől elegánsan a túlsó sarokba próbálta lőni, de Nagy kapus derekán megpattant a labda, a menteni igyekvő Bényei ballal próbált meg felszabadítani, de a labda a kapu jobb alsó sarkában kötött ki; (2–1). A következő percek ismét Fradi-dominanciával teltek el, amihez Böde becserélése is hozzájárult. A 70. percben a Fradi csatára szerzett harcosan labdát 40 méterre a kaputól, és próbált a kint álló Nagy Sándor fölött a kapuba emelni, de a debreceni kapus nagy sprint árán védeni tudott. Üröm az örömben vendég részről, hogy a hálóőr belesérült a hősies mentésbe, a helyén Kosicky folytatta a játékot. Bár a hajrában még küzdött a pontszerzésért a Loki, de Frimpong rendre a helyén volt, így komoly lehetőséget már nem alakíthattak ki. A DVSC vereségével továbbra is éles marad a bronzéremért folytatott harc, az utolsó fordulóban a Loki mellett az Újpest és a Honvéd is felléphet még a dobogóra.
| 33. forduló 2019. május 19. |

| Puskás Akadémia | –   | Ferencváros |
| --------------- | --- | ----------- |
|                 | (–) |             |

|  |

### A bajnokság állása
| Hely. | Csapat          | M  | Gy | D  | V  | G+ | G– | Gk  | P  | Továbbjutás vagy kiesés          |
| ----- | --------------- | -- | -- | -- | -- | -- | -- | --- | -- | -------------------------------- |
| 1.    | Ferencváros (B) | 33 | 23 | 5  | 5  | 72 | 27 | +45 | 74 | Bajnokok Ligája, 1. selejtezőkör |
| 2.    | Vidi (C)        | 33 | 18 | 7  | 8  | 53 | 37 | +16 | 61 | Európa-liga, 1. selejtezőkör     |
| 3.    | Debrecen        | 33 | 14 | 9  | 10 | 44 | 39 | +5  | 51 | Európa-liga, 1. selejtezőkör     |
| 4.    | Honvéd          | 33 | 13 | 10 | 10 | 46 | 38 | +8  | 49 | Európa-liga, 1. selejtezőkör     |
| 5.    | Újpest          | 33 | 12 | 12 | 9  | 38 | 28 | +10 | 48 |                                  |
| 6.    | Mezőkövesd      | 33 | 12 | 8  | 13 | 45 | 40 | +5  | 44 |                                  |
| 7.    | Puskás Akadémia | 33 | 11 | 7  | 15 | 36 | 45 | −9  | 40 |                                  |
| 8.    | Paks            | 33 | 9  | 12 | 12 | 33 | 46 | −13 | 39 |                                  |
| 9.    | Kisvárda        | 33 | 10 | 8  | 15 | 36 | 48 | −12 | 38 |                                  |
| 10.   | Diósgyőr        | 33 | 10 | 8  | 15 | 36 | 57 | −21 | 38 |                                  |
| 11.   | MTK (K)         | 33 | 10 | 4  | 19 | 42 | 56 | −14 | 34 | NB II                            |
| 12.   | Haladás (K)     | 33 | 8  | 6  | 19 | 31 | 51 | −20 | 30 | NB II                            |

## Magyar kupa
Az MLSZ szabályzatának értelmében, a nemzeti bajnokságokban (NB I, NB II, NB III) szereplő csapatok a kupasorozat 6. fordulójában, a legjobb 128 között kapcsolódnak be a versenybe. A versenykiírás szerint az NB I-es és NB II-es csapatok kiemeltek lesznek a sorsoláson, nem kerülhetnek össze egymással. A hatodik fordulóból (a főtábla első köréből) továbblépő együttesek 300 ezer, illetve 500 ezer forintot kapnak – attól függően, hogy döntetlen után vagy győzelemmel harcolják ki a továbbjutást.
      Győzelem
      Döntetlen
      Vereség
| 2018. szeptember 22. |

| Szegedi VSE (Csongrád megye I) | 0 – 2 | Ferencváros |
| ------------------------------ | ----- | ----------- |
|                                |       |             |

| Részletek |

| 2018. október 31. |

| Sárvári FC (NB III – Nyugati csoport) | 0 – 4 | Ferencváros |
| ------------------------------------- | ----- | ----------- |
|                                       |       |             |

| Részletek |

| 2018. december 5. |

| Sényő-Carnifex FC (NB III – Keleti csoport) | 0 – 4 | Ferencváros |
| ------------------------------------------- | ----- | ----------- |
|                                             |       |             |

| Részletek |

| 2019. február 20. |

| Ferencváros | 2 – 0 | Kisvárda Master Good |
| ----------- | ----- | -------------------- |
|             |       |                      |

| Részletek |

| 2019. február 26. |

| Kisvárda Master Good | 1 – 1 | Ferencváros |
| -------------------- | ----- | ----------- |
|                      |       |             |

| Részletek |

| 2019. március 13. |

| Ferencváros | 1 – 2 | MOL Vidi |
| ----------- | ----- | -------- |
|             |       |          |

| Részletek |

| 2019. április 3. |

| MOL Vidi | 2 – 0 | Ferencváros |
| -------- | ----- | ----------- |
|          |       |             |

| Részletek |

### 6. forduló (főtábla 1. forduló)
2018. szeptember 4-én az MLSZ székházában kisorsolták a 6. forduló párosításait, ebben a körben már csatlakoznak a sorozathoz az OTP Bank Liga és a Merkantil Bank Liga csapatai is. Az NB I-es és NB II-es csapatok kiemeltként szerepeltek a sorsoláson, vagyis nem kerülhettek össze egymással. Minden párosításban az alacsonyabb osztályú csapatok a pályaválasztók, míg azonos osztály esetében az elsőnek kihúzott csapat. A továbbjutás egy mérkőzésen dől el, a forduló hivatalos játéknapjai: szeptember 22. szombat és szeptember 23. vasárnap.
| 2018. szeptember 22., szombat 15:00 |

| Szegedi VSE (megye I) | 0 – 2               | Ferencváros                             |
| --------------------- | ------------------- | --------------------------------------- |
|                       | (0 – 1) Jegyzőkönyv | 25' (0–1) Leandro 88' (0–2) Finnbogason |

| Szegedi VSE stadion, Szeged Nézőszám: 3.500 Játékvezető: Antal Péter (magyar) Asszisztensek: Bornemissza Norbert és Garai Péter |

- Ferencváros: Holczer — Lovrencsics G. (Csonka A.  84'), Otigba, Blažič, Leandro — Szpirovszki, Sigér — Csernik (Koch  62'), Lanzafame (Finnbogason  64'), Petrjak — Böde • Fel nem használt cserék: Varga Á. (kapus), Takács, Frimpong, Rodríguez • Vezetőedző: Szerhij Rebrov
- Szeged: Pluhár — Kormányos, Vastag, Seres, Nagypál — Pócs D., Csamangó — Végh A., Bilics (Bakos Á.  87'), Juhász S. (Baka  68') — Kelemen B. (Vitos  szünetben) • Fel nem használt cserék: Miklós M. (kapus), Péter S., Nagy B., Szabó M. • Vezetőedző: Brinszky Adrián

| Szegedi VSE | Ferencváros |

### 7. forduló (főtábla 2. forduló)
| 2018. október 31., szerda 12:30 |

| Sárvári FC (NB III) | 0 – 4               | Ferencváros                                                                      |
| ------------------- | ------------------- | -------------------------------------------------------------------------------- |
|                     | (0 – 1) Jegyzőkönyv | 12' (0–1) Finnbogason 51' (0–2) Böde 83' (0–3) Finnbogason 89' (0–4) Finnbogason |

| Sárvári sporttelep, Sárvár Nézőszám: 2.500 Játékvezető: Szilasi Szabolcs (magyar) Asszisztensek: Aradi József és Gyürüsi Péter |

- Ferencváros: Holczer — Csernik, Blažič, Takács, Heister (Csonka A.  68') — Varga R., Sigér (Szpirovszki  szünetben), Rodríguez, Gorriarán (Petrjak  71') — Finnbogason, Böde • Fel nem használt cserék: Varga Á. (kapus), Lovrencsics G., Lanzafame, Leandro • Vezetőedző: Szerhij Rebrov
- Sárvár: Horváth B. — Maráczi, Graszl K., Pados, Horváth A. — Takács Á. (Fider, 50.), Kun, Nyírő, Németh E. (Koronczai, 73.), Hoós — Skriba (Varga K., 54.) • Fel nem használt cserék: Sásdi (kapus), Németh P., Szántó, Csákvári • Vezetőedző: Lazics

| Sárvár | Ferencváros |

Szerhij Rebrov több helyen is változtatott a bajnokságban megszokott kezdőcsapatához képest, Davide Lanzafame, Petrjak, Lovrencsics Gergő, Sztefan Szpirovszki és Leandro is csak a kispadon kapott helyet, míg Dibusz Dénes a meccskeretbe sem került be. Ahogy arra számítani lehetett, a vendégek már az első másodpercektől kezdve óriási fölényben játszottak, a 12. percben pedig a vezetést is megszerezték: Marcel Heister beadása után Kjartan Finnbogason juttatta becsúszva a kapuba a labdát; (0–1). A folytatásban megmaradt a ferencvárosi fölény, helyzetek azonban csak elvétve alakultak ki a kapuk előtt. A fordulás után hamar megszerezte a második gólját a fővárosi csapat: az 51. percben Böde Dániel nyolc méterről lőtt a sárvári kapuba; (0–2). A hajrára így nem maradtak izgalmak, ráadásul a Ferencváros tovább növelte az előnyét: a 83. percben és a 89. percben Finnbogason hat perc alatt két védelmi hibát kihasználva kétszer is beköszönt, így triplázott, összesen pedig már négy gólnál jár a sorozatban. Az FTC így könnyed játékkal 4–0-ra nyert, és bejutott a legjobb 32 csapat közé.

### 8. forduló (főtábla 3. forduló)
| 2018. december 5., szerda 12:00 |

| Sényő-Carnifex FC (NB III)       | 0 – 4               | Ferencváros                                                          |
| -------------------------------- | ------------------- | -------------------------------------------------------------------- |
| Márton 7' Lakatos 14' Marics 49′ | (0 – 0) Jegyzőkönyv | 50' Finnbogason 62' Finnbogason 76' Georgijević 90+2' Lovrencsics B. |

| Sényő Sportpálya, Sényő Nézőszám: 2 500 Játékvezető: Németh Ádám (magyar) Asszisztensek: Medovarszki János és Punyi Gyula |

| Sényő | Ferencváros |

### 9. forduló (főtábla 4. forduló)
| 2019. február 20., szerda 18:00, első mérkőzés |

| Ferencváros            | 2 – 0               | Kisvárda Master Good                   |
| ---------------------- | ------------------- | -------------------------------------- |
| Lanzafame 54' Böde 86' | (0 – 0) Jegyzőkönyv | 61' Melnik 70' Kravcsenko 90+1' Protić |

| Groupama Aréna, Budapest Nézőszám: 3 447 Játékvezető: Pintér Csaba (magyar) Asszisztensek: Kóbor Péter és Szalai Balázs |

| Ferencváros | Kisvárda |

| 2019. február 26., kedd 20:00, visszavágó |

| Kisvárda Master Good | 1 – 1               | Ferencváros                                               |
| -------------------- | ------------------- | --------------------------------------------------------- |
| Grozav 67' Lucas 60' | (0 – 1) Jegyzőkönyv | 33' Gorriarán 23' Lanzafame 30' Böde 66' Heister 88′ Bőle |

| Várkerti Sportpálya, Kisvárda Nézőszám: 1 752 Játékvezető: Nagy Róbert (magyar) Asszisztensek: Varga Zsolt és Márkus Péter |

| Kisvárda | Ferencváros |

### 10. forduló (főtábla 5. forduló)
| 2019. március 13., szerda 18:00, első mérkőzés |

| Ferencváros                                                | 1 – 2               | MOL Vidi                                                         |
| ---------------------------------------------------------- | ------------------- | ---------------------------------------------------------------- |
| Gorriarán 27' Gorriarán 11' Leo 50' Heister 51' Csonka 66' | (1 – 1) Jegyzőkönyv | 6' Juhász R. 58' Vinícius 11' Elek Á. 36' Juhász R. 65' Vinícius |

| Groupama Aréna, Budapest Nézőszám: 7 567 Játékvezető: Solymosi Péter (magyar) Asszisztensek: Szalai Balázs és Szécsényi István |

| Ferencváros | MOL Vidi |

| 2019. április 3., szerda (tv:M4 Sport) 18:00, visszavágó |

| MOL Vidi                | 2 – 0               | Ferencváros                                                              |
| ----------------------- | ------------------- | ------------------------------------------------------------------------ |
| Nikolov 56' Milanov 83' | (0 – 0) Jegyzőkönyv | 7′ Dibusz 41' Frimpong 49' Gorriarán 64' Szihnevics 72' Tokmac 90' Isael |

| MOL Aréna Sóstó, Székesfehérvár Nézőszám: 6 202 Játékvezető: Kassai Viktor (magyar) Asszisztensek: Ring György és Vígh-Tarsonyi Gergő |

### Alapvonali játékvezetők
- Farkas Ádám és Szilasi Szabolcs

### Tartalékjátékvezető
- Kepe Arnold

| MOL Vidi | Ferencváros |

## Európa-liga
Győzelem
      Döntetlen
      Vereség
| 2018. július 12. |

| Ferencváros | 1 – 1 | Makkabi Tel-Aviv |
| ----------- | ----- | ---------------- |
|             |       |                  |

| Részletek |

| 2018. július 19. |

| Makkabi Tel-Aviv | 1 – 0 | Ferencváros |
| ---------------- | ----- | ----------- |
|                  |       |             |

| Részletek |

### 1. selejtezőkör
| 2018. július 12. |

| Ferencváros                                    | 1 – 1               | Makkabi Tel-Aviv                     |
| ---------------------------------------------- | ------------------- | ------------------------------------ |
| Szpirovszki (1–0) 61' Finnbogason 67' Böde 85' | (0 – 0) Jegyzőkönyv | 90+1' (1–1) Atar 36' Golasa 90' Atar |

| Groupama Aréna, Budapest Nézőszám: 17.126 Játékvezető: Ricardo de Burgos (spanyol) |

- Ferencváros: Dibusz  — Lovrencsics G., Blažič, Frimpong, Botka — Bőle, Szpirovszki — Gorriarán, Lanzafame (Leandro  75'), Varga R. (Petrjak  76') — Finnbogason (Böde  80')

| Csapat           | Lövés | Kaput talált lövés | Ebből gól | Kaput nem talált lövés | Blokkolt lövés | Szöglet | Les | Szabálytalanság | Sárga lap | Piros lap |
| ---------------- | ----- | ------------------ | --------- | ---------------------- | -------------- | ------- | --- | --------------- | --------- | --------- |
| Ferencváros      | 6     | 3 (50%)            | 1 (33%)   | 2                      | 0              | 5       | 4   | 14              | 2         | 0         |
| Makkabi Tel-Aviv | 15    | 8 (52%)            | 1 (15%)   | 7                      | 2              | 6       | 2   | 22              | 2         | 0         |

| 2018. július 19. 19:00 |

| Makkabi Tel-Aviv           | 1 – 0               | Ferencváros |
| -------------------------- | ------------------- | ----------- |
| Atar (1–0) 45+1' Rikan 34' | (1 – 0) Jegyzőkönyv |             |

| Netánja Stadion, Netánja, Izrael Játékvezető: Hugo Miguel (portugál) Asszisztensek: Ricardo Santos és Bruno Alves Jesus |

- Ferencváros: Dibusz  — Heister, Blažič, Frimpong, Lovrencsics G. — Bőle, Gorriarán, Lanzafame (Varga R.  80'), Szpirovszki, Petrjak (Böde  74') — Finnbogason

| Csapat           | Lövés | Kaput talált lövés | Ebből gól | Kaput nem talált lövés | Blokkolt lövés | Szöglet | Les | Szabálytalanság | Sárga lap | Piros lap |
| ---------------- | ----- | ------------------ | --------- | ---------------------- | -------------- | ------- | --- | --------------- | --------- | --------- |
| Makkabi Tel-Aviv | 12    | 6 (50%)            | 1 (33%)   | 5                      | 0              | 4       | 1   | 22              | 1         | 0         |
| Ferencváros      | 6     | 4 (80%)            | 0 (0%)    | 2                      | 0              | 3       | 2   | 10              | 0         | 0         |

Továbbjutott a Makkabi Tel-Aviv, 2–1-s összesítéssel.

## Előszezon
2018. június 25-én hétfőn a játékosok az Ausztriában található Baden bei Wienben utaztak el edzőtáborba. Június 27-én szerdán a cseh Fastav Zlín ellen, míg 30-án a szlovák FC DAC 1904 ellen játszik a Ferencváros felkészülési mérkőzést.

### Felkészülési mérkőzések

#### Nyár
| 2018. június 20. szerda 19:49 |

| Ferencvárosi TC                                                                                  | 9 – 0               | Villány (Baranya megyei I. osztályú) |
| ------------------------------------------------------------------------------------------------ | ------------------- | ------------------------------------ |
| Sigér 11' • 44' Böde 31' Priskin 57' • 74' • 83' Varga R. 58' Lovrencsics G. 67' Georgijević 88' | (3 – 0) Jegyzőkönyv |                                      |

| Népligeti Sportközpont, Budapest |

- Ferencváros: Holczer (Varga Á.  szünetben) — Botka (Lovrencsics B.  szünetben), Takács, Frimpong (Blazics  szünetben), Csernik–Gorriarán (Leandro  61'), Szpirovszki (Bőle  61'), Sigér — Georgijevics, Böde (Priskin  szünetben) — Kundrák (Varga R.  szünetben)

| 2018. június 27. szerda |

| Ferencvárosi TC | 1 – 1   | Fastav Zlín |
| --------------- | ------- | ----------- |
| Varga R. 10'    | (1 – 1) | 15' Holík   |

| LAWI stadion, Baden bei Wien |

- Ferencváros: Dibusz (Varga Á.  szünetben) — Botka (Takács  25'), Frimpong, Blazics, Leandro — Gorriarán (Pedro  61'), Szpirovszki — Varga R., Rodríguez (Sigér  szünetben), Bőle (Kundrák  szünetben) — Böde

| 2018. június 30. szombat |

| FC DAC 1904 | 1 – 0   | Ferencvárosi TC |
| ----------- | ------- | --------------- |
| Pačinda 57' | (0 – 0) |                 |

| Dunaszerdahely Nézőszám: 8400 |

- Ferencváros: Dibusz — Lovrencsics G. (Csernik  szünetben), Frimpong (Takács  szünetben), Blazics, Leandro — Gorriarán (Rodríguez  szünetben), Szpirovszki (Pedro  65') — Varga R., (Finnbogason  65'), Sigér (Abdul (próbajátékos)  57'), Bőle — Böde (Kundrák  65')

#### Tél
| 2019. január 14. hétfő 13:00 |

| Ferencvárosi TC | 1 – 2               | Viitorul (Liga I)  |
| --------------- | ------------------- | ------------------ |
| Lanzafame 64'   | (0 – 1) Jegyzőkönyv | 16' Voduț 71' Pitu |

| Belek, Törökország |

- Ferencváros:

I. félidő:
Holczer – Lovrencsics G., Blažič, Leo, Takács Zs – Gorriarán, Sigér – Varga R., Wilmots, Moutari – Böde
II. félidő:
Varga Á. – Csernik, Frimpong, Botka, Heister – Csonka, Haratyin – Bőle, Lanzafame, Petrjak – Szihnevics

| 2019. január 15. kedd 15:00 |

| Ferencvárosi TC | 0 – 0               | Gaz Metan Mediaș (Liga I) |
| --------------- | ------------------- | ------------------------- |
|                 | (0 – 0) Jegyzőkönyv |                           |

| Belek, Törökország |

- Ferencváros:

I. félidő:
Holczer – Csernik, Frimpong, Botka, Heister – Csonka, Haratyin – SzeretőLanzafame, Petrjak – Szihnevics
II. félidő:
Varga Á. – Lovrencsics G., Blažič, Takács Zs, Leo – Gorriarán, Sigér – Varga R., Wilmots, Moutari – Böde

| 2019. január 19. szombat |

| Ferencvárosi TC         | 2 – 2               | FC Sion (Raiffeisen Super League) |
| ----------------------- | ------------------- | --------------------------------- |
| Maceiras 6' Petrjak 33' | (2 – 0) Jegyzőkönyv | 58' Moussa 64' Uldriķis           |

| Belek, Törökország |

- Ferencváros:

I. félidő:
Dibusz – Lovrencsics G., Frimpong, Blažič, Heister – Sigér, Haratyin – Petrjak, Lanzafame, Varga R. – Szihnevics
II. félidő:
Dibusz – Csernik, Botka, Dvali, Vida – Gorriarán, Leo – Szerető, Wilmots, Moutari – Lovrencsics B.

| 2019. január 20. vasárnap 13:00 |

| Ferencvárosi TC          | 2 – 3               | Korona Kielce SA (Ekstraklasa)   |
| ------------------------ | ------------------- | -------------------------------- |
| Moutari 51' Varga R. 71' | (2 – 0) Jegyzőkönyv | 66' Forbes 73' Forbes 86' Górski |

| Belek, Törökország |

- Ferencváros:

Varga Á. – Botka (Lovrencsics G.  53'), Takács Zs. (Blažič  63'), Dvali (Frimpong  63'), Vida (Csernik  a szünetben, Heister  63'), – Gorriarán, Leo (Sigér G.  63'), 
– Bőle (Varga R.  63'), Wilmots (Haratyin  63'), Moutari (Petrjak  63'), – Böde (Szihnevics  63'),

| 2019. március 23. szombat 13:00 (3x30 perces edzőmérkőzés) |

| Ferencvárosi TC         | 2 – 2               | ZTE (NB II)             |
| ----------------------- | ------------------- | ----------------------- |
| Lanzafame 60' Isael 74' | (0 – 1) Jegyzőkönyv | 25' Farkas B. 81' Novák |

| Kocsis Sándor sportközpont, Budapest |